# 稚内市
稚内市（わっかないし）は、北海道北部（道北地方）にある市で、宗谷総合振興局の振興局所在地である。北方領土を除く日本本土の最北端に位置しており、宗谷地方の行政・経済の中心地。

## 地名の由来
アイヌ語の「ヤㇺワッカナイ（ラテン翻字: yam-wakka-nay）」〔冷たい・水（飲み水）の・沢〕より。
現在の港1丁目付近にあった小川が由来とされる。かつてこの付近は良い水の得にくい場所だった中で、この小川が例外的に良い水だったことから付いた名と考えられる。

## 地理

稚内市中心部周辺の空中写真。2017年7月17日撮影の36枚を合成作成。
。

稚内市は西は日本海、北は宗谷湾・宗谷海峡、東はオホーツク海に面しており、南北約39 km、東西約38 km、面積は約761.47 km2ある。宗谷岬からサハリン州のクリリオン岬（ロシア語: Мыс Крильон）（旧称西能登呂岬）までは約43 kmの距離にあり、日本国内で最も樺太（サハリン島）に近い。最北端は宗谷岬北西にある弁天島（北緯45度31分35秒、東経141度55分09秒）であり、現時点での日本国が実効支配する国土の最北端になっている。地勢は南北に縦走する2本の丘陵性山地、これらの中間と両端に発達する低地帯からなる。東側の脊梁山地は「宗谷丘陵」と呼ばれており、周氷河地形を形成し「宗谷丘陵の周氷河地形」として「北海道遺産」に選定されている。西側の丘陵帯と日本海との間にある低地帯は砂丘と湿地であり、「利尻礼文サロベツ国立公園」の一部になっている。
海岸線に連なる市街地の後背は山地となっているため、発生確率は非常に低いものの、北海道北西沖断層に起因する地震、津波が発生した際には最大4070人の死者が生じるものと予想されている。

### 地形

#### 山地
主な山
- エタンパック山（313 m）
- タツナラシ山（224 m）
- モイマ山（232 m）
- 丸山 (168 m)
- 萌間山（122 m）

#### 河川
主な川
- 勇知川
- クトネベツ川
- ウエンナイ川
- 声問川
- 増幌川
- 泊内川
- 目梨川
- 下苗太路川

#### 湖沼
主な沼
- 大沼
- メグマ沼

主な池
- 北辰貯水池（稚内市北辰ダム）

#### 海岸
主な岬
- 抜海岬
- 野寒布岬
- 声問岬
- 宗谷岬

#### 島嶼
主な島
- 平島
- 弁天島
- 竜神島

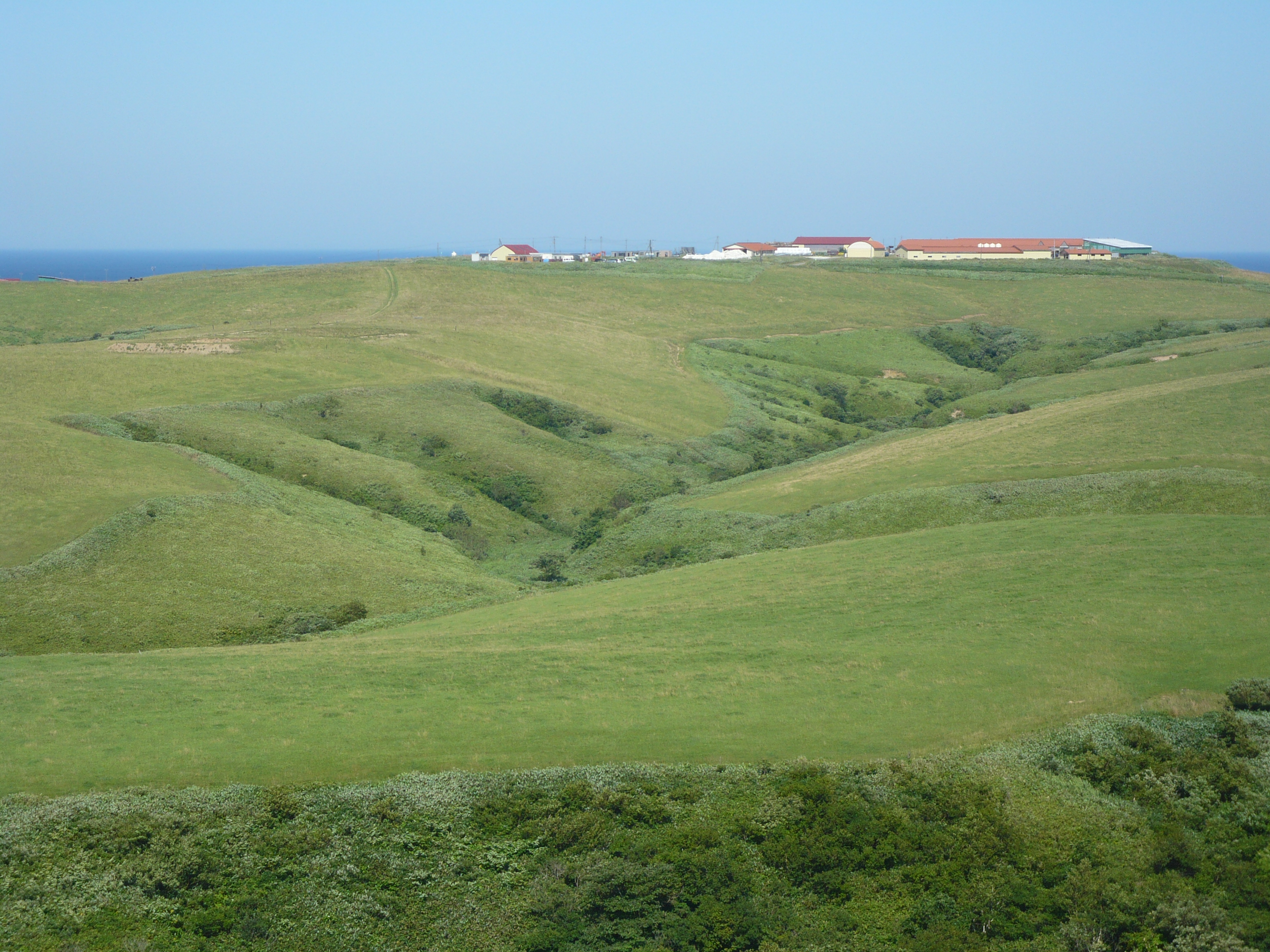
宗谷丘陵の周氷河地形（2008年8月）
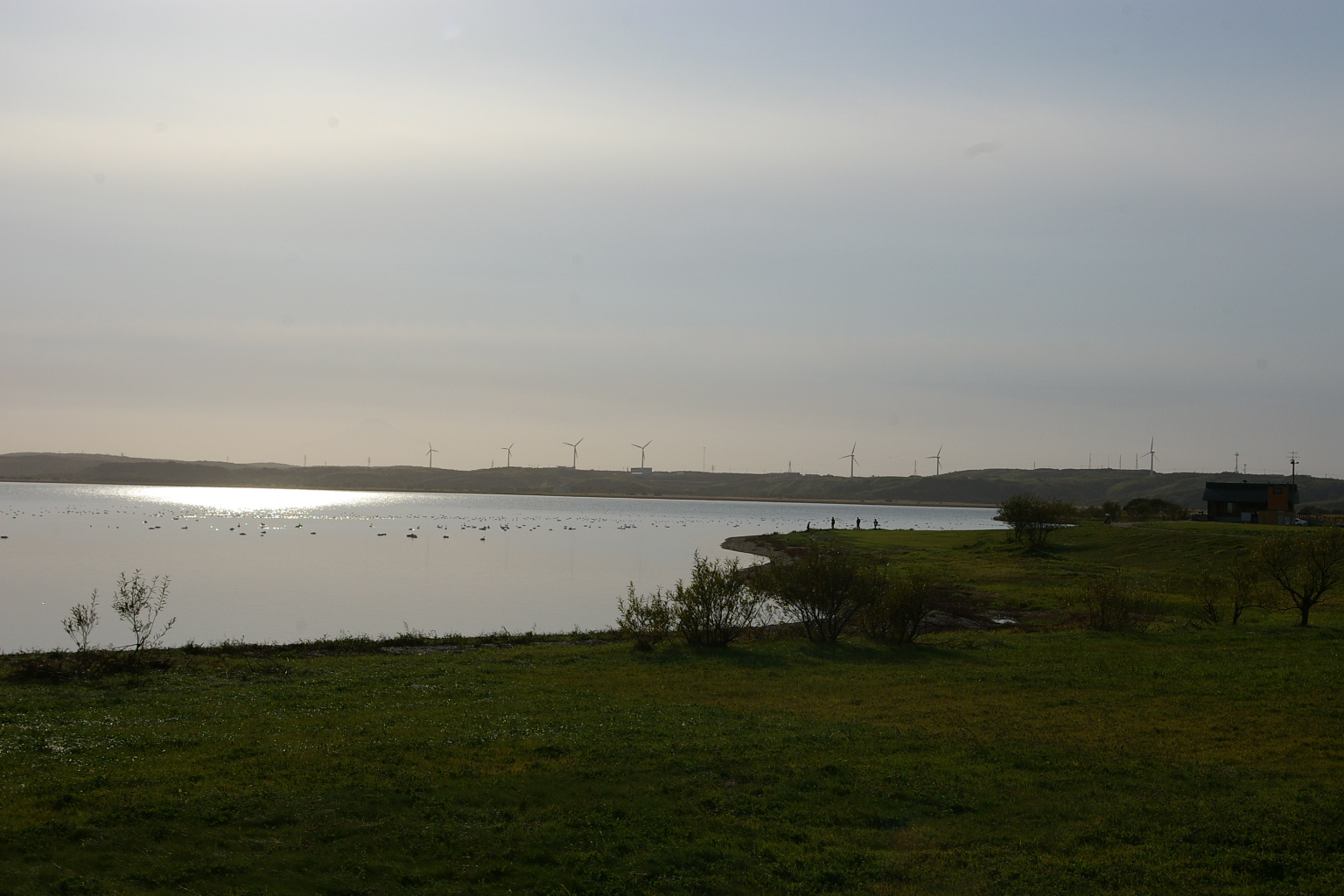
大沼（2006年10月）
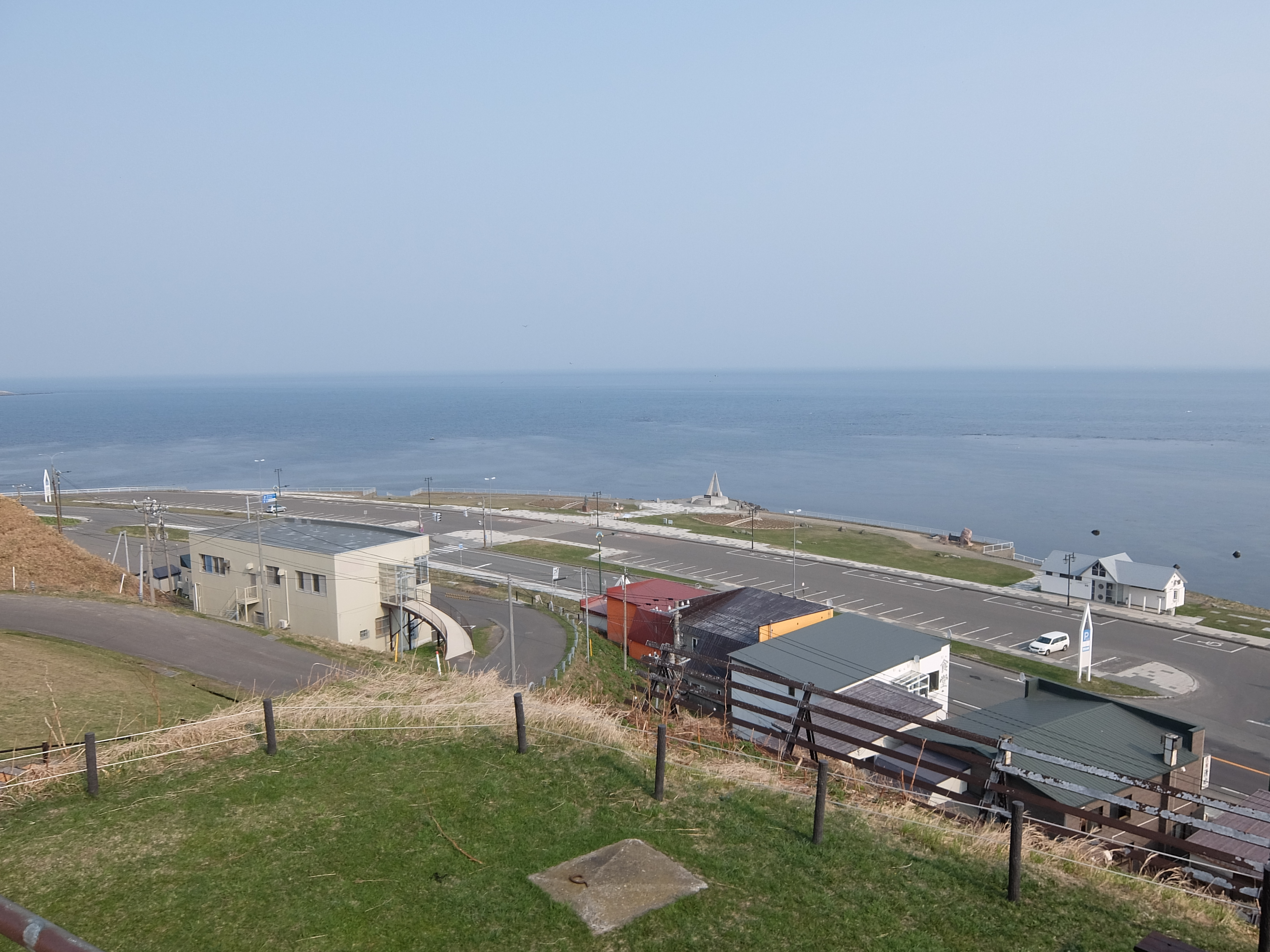
宗谷岬（2015年4月）
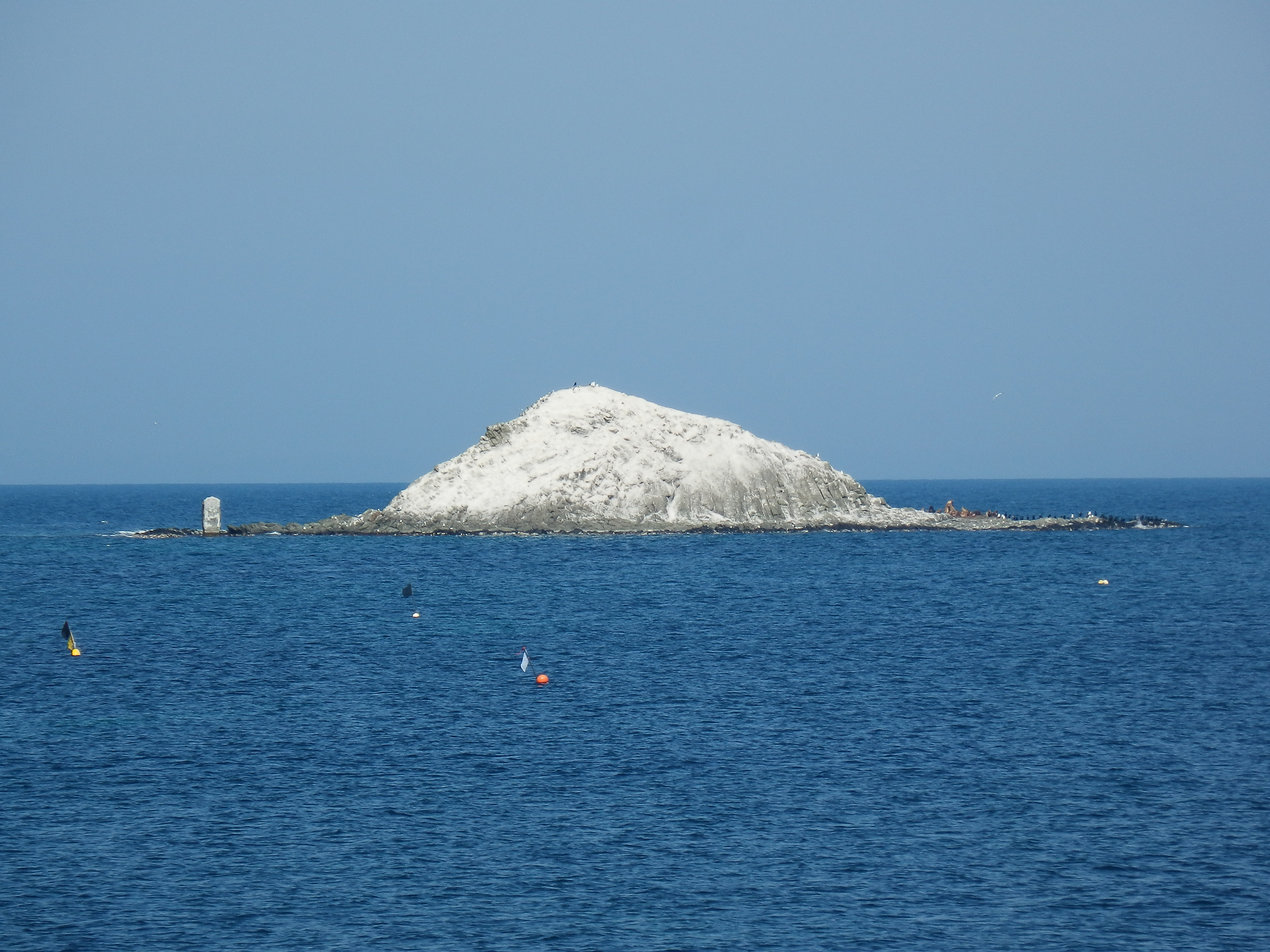
弁天島（2013年4月）

### 気候
ケッペンの気候区分では亜寒帯湿潤気候（湿潤大陸性気候）（Dfb）に属す。宗谷海峡に面しているため海洋からの影響を受けやすい海洋性気候である。冬期は内陸部に比べて比較的温暖な気候になっている。最高気温は低いが海風の影響で朝晩の冷え込みはかなり緩く、1月の平均最低気温はヒートアイランド現象が著しい札幌市並みである。積雪期間は11月上旬から4月中旬であり、1月下旬から2月にかけてはオホーツク海から宗谷海峡に流氷が流入し、一部が接岸することがある。夏は緯度が高いこともあり北海道内でも安定して冷涼である。夏日日数の平年値は10日を切る。近年は冷涼とされる道東やオホーツク海側で猛暑日が多発するなか、2001年から2020年までの20年間は真夏日すら観測されていなかった。海岸に面しているため風が強く、日最大風速10 m/sとなる日が年間88.9日ある。
| 要素                 | 観測値    | 観測年月日    |
| -------------------- | --------- | ------------- |
| 日降水量             | 192.0 mm  | 2016年9月6日  |
| 年最多降水量         | 1753.7 mm | 1962年        |
| 年最小降水量         | 749.0 mm  | 2019年        |
| 日最高気温           | 32.7℃     | 2021年7月29日 |
| 日最低気温           | -19.4℃    | 1944年1月30日 |
| 日最大瞬間風速       | 44.9 m/s  | 1995年11月8日 |
| 降雪の深さ日合計     | 61 cm     | 1992年12月4日 |
| 降雪の深さ寒候年合計 | 705 cm    | 2010年        |
| 月最深積雪           | 199 cm    | 1970年2月9日  |

| 稚内地方気象台（稚内市開運、標高3m）の気候                   | 稚内地方気象台（稚内市開運、標高3m）の気候 | 稚内地方気象台（稚内市開運、標高3m）の気候 | 稚内地方気象台（稚内市開運、標高3m）の気候 | 稚内地方気象台（稚内市開運、標高3m）の気候 | 稚内地方気象台（稚内市開運、標高3m）の気候 | 稚内地方気象台（稚内市開運、標高3m）の気候 | 稚内地方気象台（稚内市開運、標高3m）の気候 | 稚内地方気象台（稚内市開運、標高3m）の気候 | 稚内地方気象台（稚内市開運、標高3m）の気候 | 稚内地方気象台（稚内市開運、標高3m）の気候 | 稚内地方気象台（稚内市開運、標高3m）の気候 | 稚内地方気象台（稚内市開運、標高3m）の気候 | 稚内地方気象台（稚内市開運、標高3m）の気候 |
| 月                                                           | 1月                                        | 2月                                        | 3月                                        | 4月                                        | 5月                                        | 6月                                        | 7月                                        | 8月                                        | 9月                                        | 10月                                       | 11月                                       | 12月                                       | 年                                         |
| ------------------------------------------------------------ | ------------------------------------------ | ------------------------------------------ | ------------------------------------------ | ------------------------------------------ | ------------------------------------------ | ------------------------------------------ | ------------------------------------------ | ------------------------------------------ | ------------------------------------------ | ------------------------------------------ | ------------------------------------------ | ------------------------------------------ | ------------------------------------------ |
| 最高気温記録 °C （°F）                                       | 7.4 (45.3)                                 | 10.6 (51.1)                                | 13.1 (55.6)                                | 20.4 (68.7)                                | 26.9 (80.4)                                | 26.8 (80.2)                                | 32.7 (90.9)                                | 31.6 (88.9)                                | 29.7 (85.5)                                | 23.5 (74.3)                                | 17.4 (63.3)                                | 11.5 (52.7)                                | 32.7 (90.9)                                |
| 平均最高気温 °C （°F）                                       | −2.4 (27.7)                                | −2.0 (28.4)                                | 1.6 (34.9)                                 | 7.4 (45.3)                                 | 12.4 (54.3)                                | 16.1 (61)                                  | 20.1 (68.2)                                | 22.3 (72.1)                                | 20.1 (68.2)                                | 14.1 (57.4)                                | 6.3 (43.3)                                 | 0.0 (32)                                   | 9.7 (49.5)                                 |
| 日平均気温 °C （°F）                                         | −4.3 (24.3)                                | −4.3 (24.3)                                | −0.6 (30.9)                                | 4.5 (40.1)                                 | 9.1 (48.4)                                 | 13.0 (55.4)                                | 17.2 (63)                                  | 19.5 (67.1)                                | 17.2 (63)                                  | 11.3 (52.3)                                | 3.8 (38.8)                                 | −2.1 (28.2)                                | 7.0 (44.6)                                 |
| 平均最低気温 °C （°F）                                       | −6.4 (20.5)                                | −6.7 (19.9)                                | −3.1 (26.4)                                | 1.8 (35.2)                                 | 6.3 (43.3)                                 | 10.4 (50.7)                                | 14.9 (58.8)                                | 17.2 (63)                                  | 14.4 (57.9)                                | 8.4 (47.1)                                 | 1.3 (34.3)                                 | −4.2 (24.4)                                | 4.5 (40.1)                                 |
| 最低気温記録 °C （°F）                                       | −19.4 (−2.9)                               | −18.3 (−0.9)                               | −17.4 (0.7)                                | −8.0 (17.6)                                | −2.2 (28)                                  | 2.1 (35.8)                                 | 6.4 (43.5)                                 | 8.9 (48)                                   | 3.5 (38.3)                                 | −4.4 (24.1)                                | −11.4 (11.5)                               | −16.0 (3.2)                                | −19.4 (−2.9)                               |
| 降水量 mm （inch）                                           | 84.6 (3.331)                               | 60.6 (2.386)                               | 55.1 (2.169)                               | 50.3 (1.98)                                | 68.1 (2.681)                               | 65.8 (2.591)                               | 100.9 (3.972)                              | 123.1 (4.846)                              | 136.7 (5.382)                              | 129.7 (5.106)                              | 121.4 (4.78)                               | 112.9 (4.445)                              | 1,109.2 (43.669)                           |
| 降雪量 cm （inch）                                           | 129 (50.8)                                 | 105 (41.3)                                 | 68 (26.8)                                  | 9 (3.5)                                    | 0 (0)                                      | 0 (0)                                      | 0 (0)                                      | 0 (0)                                      | 0 (0)                                      | 1 (0.4)                                    | 41 (16.1)                                  | 122 (48)                                   | 477 (187.8)                                |
| 平均降水日数 （≥0.5 mm）                                     | 23.8                                       | 20.0                                       | 16.3                                       | 11.3                                       | 10.8                                       | 10.2                                       | 9.5                                        | 10.6                                       | 12.6                                       | 16.3                                       | 20.2                                       | 23.9                                       | 185.4                                      |
| 平均降雪日数                                                 | 30.4                                       | 26.0                                       | 24.3                                       | 12.6                                       | 2.1                                        | 0.0                                        | 0.0                                        | 0.0                                        | 0.0                                        | 3.8                                        | 20.5                                       | 28.5                                       | 147.9                                      |
| % 湿度                                                       | 72                                         | 71                                         | 70                                         | 75                                         | 79                                         | 85                                         | 87                                         | 84                                         | 75                                         | 68                                         | 67                                         | 70                                         | 75                                         |
| 平均月間日照時間                                             | 40.6                                       | 74.7                                       | 137.5                                      | 173.5                                      | 181.6                                      | 154.6                                      | 142.7                                      | 150.7                                      | 172.1                                      | 134.6                                      | 55.9                                       | 28.4                                       | 1,446.9                                    |
| 出典：気象庁（平均値：1991年 - 2020年、極値：1938年 - 現在） |                                            |                                            |                                            |                                            |                                            |                                            |                                            |                                            |                                            |                                            |                                            |                                            |                                            |

| 稚内市（宗谷岬）の気候                           | 稚内市（宗谷岬）の気候 | 稚内市（宗谷岬）の気候 | 稚内市（宗谷岬）の気候 | 稚内市（宗谷岬）の気候 | 稚内市（宗谷岬）の気候 | 稚内市（宗谷岬）の気候 | 稚内市（宗谷岬）の気候 | 稚内市（宗谷岬）の気候 | 稚内市（宗谷岬）の気候 | 稚内市（宗谷岬）の気候 | 稚内市（宗谷岬）の気候 | 稚内市（宗谷岬）の気候 | 稚内市（宗谷岬）の気候 |
| 月                                               | 1月                    | 2月                    | 3月                    | 4月                    | 5月                    | 6月                    | 7月                    | 8月                    | 9月                    | 10月                   | 11月                   | 12月                   | 年                     |
| ------------------------------------------------ | ---------------------- | ---------------------- | ---------------------- | ---------------------- | ---------------------- | ---------------------- | ---------------------- | ---------------------- | ---------------------- | ---------------------- | ---------------------- | ---------------------- | ---------------------- |
| 最高気温記録 °C （°F）                           | 5.7 (42.3)             | 9.8 (49.6)             | 15.2 (59.4)            | 23.1 (73.6)            | 26.0 (78.8)            | 26.4 (79.5)            | 30.4 (86.7)            | 31.9 (89.4)            | 29.7 (85.5)            | 22.7 (72.9)            | 17.5 (63.5)            | 11.0 (51.8)            | 31.9 (89.4)            |
| 平均最高気温 °C （°F）                           | −2.6 (27.3)            | −2.4 (27.7)            | 1.0 (33.8)             | 7.1 (44.8)             | 11.7 (53.1)            | 15.2 (59.4)            | 19.0 (66.2)            | 21.6 (70.9)            | 19.6 (67.3)            | 13.8 (56.8)            | 6.1 (43)               | 0.0 (32)               | 9.2 (48.6)             |
| 日平均気温 °C （°F）                             | −4.5 (23.9)            | −4.6 (23.7)            | −1.1 (30)              | 3.9 (39)               | 8.2 (46.8)             | 11.9 (53.4)            | 16.1 (61)              | 18.7 (65.7)            | 16.4 (61.5)            | 10.8 (51.4)            | 3.6 (38.5)             | −2.1 (28.2)            | 6.4 (43.5)             |
| 平均最低気温 °C （°F）                           | −6.6 (20.1)            | −7.1 (19.2)            | −3.7 (25.3)            | 0.8 (33.4)             | 5.1 (41.2)             | 9.2 (48.6)             | 13.7 (56.7)            | 16.2 (61.2)            | 13.4 (56.1)            | 7.6 (45.7)             | 1.0 (33.8)             | −4.4 (24.1)            | 3.8 (38.8)             |
| 最低気温記録 °C （°F）                           | −16.3 (2.7)            | −17.1 (1.2)            | −14.9 (5.2)            | −6.3 (20.7)            | −1.5 (29.3)            | 1.7 (35.1)             | 5.7 (42.3)             | 10.2 (50.4)            | 5.0 (41)               | −0.7 (30.7)            | −10.0 (14)             | −11.8 (10.8)           | −17.1 (1.2)            |
| 降水量 mm （inch）                               | 23.5 (0.925)           | 18.4 (0.724)           | 21.5 (0.846)           | 31.0 (1.22)            | 58.0 (2.283)           | 58.8 (2.315)           | 106.3 (4.185)          | 126.5 (4.98)           | 123.8 (4.874)          | 114.6 (4.512)          | 94.4 (3.717)           | 54.0 (2.126)           | 836.4 (32.929)         |
| 平均月間日照時間                                 | 49.9                   | 91.5                   | 156.0                  | 187.1                  | 177.9                  | 142.0                  | 123.1                  | 153.1                  | 179.2                  | 141.7                  | 61.0                   | 29.0                   | 1,490.5                |
| 出典：“気象庁 宗谷岬”. 2024年3月26日閲覧。</ref> |                        |                        |                        |                        |                        |                        |                        |                        |                        |                        |                        |                        |                        |

| 稚内市（沼川）の気候               | 稚内市（沼川）の気候 | 稚内市（沼川）の気候 | 稚内市（沼川）の気候 | 稚内市（沼川）の気候 | 稚内市（沼川）の気候 | 稚内市（沼川）の気候 | 稚内市（沼川）の気候 | 稚内市（沼川）の気候 | 稚内市（沼川）の気候 | 稚内市（沼川）の気候 | 稚内市（沼川）の気候 | 稚内市（沼川）の気候 | 稚内市（沼川）の気候 |
| 月                                 | 1月                  | 2月                  | 3月                  | 4月                  | 5月                  | 6月                  | 7月                  | 8月                  | 9月                  | 10月                 | 11月                 | 12月                 | 年                   |
| ---------------------------------- | -------------------- | -------------------- | -------------------- | -------------------- | -------------------- | -------------------- | -------------------- | -------------------- | -------------------- | -------------------- | -------------------- | -------------------- | -------------------- |
| 最高気温記録 °C （°F）             | 7.5 (45.5)           | 9.7 (49.5)           | 13.9 (57)            | 24.7 (76.5)          | 26.0 (78.8)          | 29.2 (84.6)          | 32.4 (90.3)          | 31.9 (89.4)          | 31.3 (88.3)          | 23.5 (74.3)          | 17.2 (63)            | 11.1 (52)            | 32.4 (90.3)          |
| 平均最高気温 °C （°F）             | −3.2 (26.2)          | −2.6 (27.3)          | 1.4 (34.5)           | 7.7 (45.9)           | 14.0 (57.2)          | 17.7 (63.9)          | 21.6 (70.9)          | 23.1 (73.6)          | 20.4 (68.7)          | 13.9 (57)            | 5.6 (42.1)           | −0.9 (30.4)          | 9.9 (49.8)           |
| 日平均気温 °C （°F）               | −6.9 (19.6)          | −6.9 (19.6)          | −2.5 (27.5)          | 3.5 (38.3)           | 8.9 (48)             | 12.9 (55.2)          | 17.1 (62.8)          | 18.7 (65.7)          | 15.0 (59)            | 8.8 (47.8)           | 1.9 (35.4)           | −4.1 (24.6)          | 5.6 (42.1)           |
| 平均最低気温 °C （°F）             | −12.3 (9.9)          | −13.4 (7.9)          | −8.1 (17.4)          | −1.2 (29.8)          | 3.8 (38.8)           | 8.3 (46.9)           | 13.0 (55.4)          | 14.4 (57.9)          | 8.9 (48)             | 2.9 (37.2)           | −2.2 (28)            | −8.2 (17.2)          | 0.5 (32.9)           |
| 最低気温記録 °C （°F）             | −34.0 (−29.2)        | −34.4 (−29.9)        | −29.0 (−20.2)        | −15.2 (4.6)          | −8.1 (17.4)          | −2.6 (27.3)          | 1.0 (33.8)           | 1.5 (34.7)           | −1.5 (29.3)          | −7.2 (19)            | −14.1 (6.6)          | −25.6 (−14.1)        | −34.4 (−29.9)        |
| 降水量 mm （inch）                 | 89.2 (3.512)         | 66.5 (2.618)         | 59.0 (2.323)         | 52.5 (2.067)         | 66.1 (2.602)         | 60.5 (2.382)         | 109.1 (4.295)        | 125.5 (4.941)        | 128.6 (5.063)        | 142.0 (5.591)        | 130.6 (5.142)        | 117.9 (4.642)        | 1,147.5 (45.177)     |
| 降雪量 cm （inch）                 | 204 (80.3)           | 160 (63)             | 111 (43.7)           | 29 (11.4)            | 1 (0.4)              | 0 (0)                | 0 (0)                | 0 (0)                | 0 (0)                | 2 (0.8)              | 69 (27.2)            | 204 (80.3)           | 777 (305.9)          |
| 平均降水日数 （≥1.0 mm）           | 21.8                 | 17.9                 | 14.8                 | 10.7                 | 10.0                 | 9.0                  | 9.8                  | 10.3                 | 12.4                 | 15.5                 | 18.8                 | 22.2                 | 173.3                |
| 平均月間日照時間                   | 35.9                 | 61.8                 | 117.5                | 144.8                | 162.6                | 134.0                | 117.1                | 132.2                | 162.8                | 127.3                | 56.0                 | 26.5                 | 1,278.5              |
| 出典1：Japan Meteorological Agency |                      |                      |                      |                      |                      |                      |                      |                      |                      |                      |                      |                      |                      |
| 出典2：気象庁                      |                      |                      |                      |                      |                      |                      |                      |                      |                      |                      |                      |                      |                      |

| 稚内（稚内地方気象台・1961年 - 1990年平均）の気候 | 稚内（稚内地方気象台・1961年 - 1990年平均）の気候 | 稚内（稚内地方気象台・1961年 - 1990年平均）の気候 | 稚内（稚内地方気象台・1961年 - 1990年平均）の気候 | 稚内（稚内地方気象台・1961年 - 1990年平均）の気候 | 稚内（稚内地方気象台・1961年 - 1990年平均）の気候 | 稚内（稚内地方気象台・1961年 - 1990年平均）の気候 | 稚内（稚内地方気象台・1961年 - 1990年平均）の気候 | 稚内（稚内地方気象台・1961年 - 1990年平均）の気候 | 稚内（稚内地方気象台・1961年 - 1990年平均）の気候 | 稚内（稚内地方気象台・1961年 - 1990年平均）の気候 | 稚内（稚内地方気象台・1961年 - 1990年平均）の気候 | 稚内（稚内地方気象台・1961年 - 1990年平均）の気候 | 稚内（稚内地方気象台・1961年 - 1990年平均）の気候 |
| 月                                                | 1月                                               | 2月                                               | 3月                                               | 4月                                               | 5月                                               | 6月                                               | 7月                                               | 8月                                               | 9月                                               | 10月                                              | 11月                                              | 12月                                              | 年                                                |
| ------------------------------------------------- | ------------------------------------------------- | ------------------------------------------------- | ------------------------------------------------- | ------------------------------------------------- | ------------------------------------------------- | ------------------------------------------------- | ------------------------------------------------- | ------------------------------------------------- | ------------------------------------------------- | ------------------------------------------------- | ------------------------------------------------- | ------------------------------------------------- | ------------------------------------------------- |
| 平均最高気温 °C （°F）                            | −3.4 (25.9)                                       | −3.4 (25.9)                                       | 0.9 (33.6)                                        | 7.2 (45)                                          | 12.0 (53.6)                                       | 15.7 (60.3)                                       | 19.9 (67.8)                                       | 22.0 (71.6)                                       | 19.4 (66.9)                                       | 13.3 (55.9)                                       | 5.8 (42.4)                                        | 0.1 (32.2)                                        | 9.1 (48.4)                                        |
| 日平均気温 °C （°F）                              | −5.5 (22.1)                                       | −5.7 (21.7)                                       | −1.5 (29.3)                                       | 4.4 (39.9)                                        | 8.7 (47.7)                                        | 12.4 (54.3)                                       | 16.8 (62.2)                                       | 19.2 (66.6)                                       | 16.4 (61.5)                                       | 10.5 (50.9)                                       | 3.2 (37.8)                                        | −2.1 (28.2)                                       | 6.4 (43.5)                                        |
| 平均最低気温 °C （°F）                            | −7.7 (18.1)                                       | −8.2 (17.2)                                       | −4.2 (24.4)                                       | 1.7 (35.1)                                        | 5.8 (42.4)                                        | 9.7 (49.5)                                        | 14.4 (57.9)                                       | 16.7 (62.1)                                       | 13.5 (56.3)                                       | 7.5 (45.5)                                        | 0.6 (33.1)                                        | −4.4 (24.1)                                       | 3.8 (38.8)                                        |
| 出典：理科年表                                    |                                                   |                                                   |                                                   |                                                   |                                                   |                                                   |                                                   |                                                   |                                                   |                                                   |                                                   |                                                   |                                                   |

| 平均気温の推移                                                 |                                                                |
| -------------------------------------------------------------- | -------------------------------------------------------------- |
| 現在、技術上の問題で一時的にグラフが表示されなくなっています。 |                                                                |
|                                                                | 現在、技術上の問題で一時的にグラフが表示されなくなっています。 |

|  | 現在、技術上の問題で一時的にグラフが表示されなくなっています。 |

|  | 現在、技術上の問題で一時的にグラフが表示されなくなっています。 |

|  | 現在、技術上の問題で一時的にグラフが表示されなくなっています。 |

|  | 現在、技術上の問題で一時的にグラフが表示されなくなっています。 |

|  | 現在、技術上の問題で一時的にグラフが表示されなくなっています。 |

|  | 現在、技術上の問題で一時的にグラフが表示されなくなっています。 |

|  | 現在、技術上の問題で一時的にグラフが表示されなくなっています。 |

|  | 現在、技術上の問題で一時的にグラフが表示されなくなっています。 |

|  | 現在、技術上の問題で一時的にグラフが表示されなくなっています。 |

|  | 現在、技術上の問題で一時的にグラフが表示されなくなっています。 |

|  | 現在、技術上の問題で一時的にグラフが表示されなくなっています。 |

|  | 現在、技術上の問題で一時的にグラフが表示されなくなっています。 |

|  | 現在、技術上の問題で一時的にグラフが表示されなくなっています。 |

|  | 現在、技術上の問題で一時的にグラフが表示されなくなっています。 |

|  | 現在、技術上の問題で一時的にグラフが表示されなくなっています。 |

|  | 現在、技術上の問題で一時的にグラフが表示されなくなっています。 |

|  | 現在、技術上の問題で一時的にグラフが表示されなくなっています。 |

### 人口
国勢調査による稚内市の人口は、1975年（昭和50年）の55,464人をピークに減少しており、2002年（平成14年）には「過疎地域」に指定されている。社会動態は1969年（昭和44年）に転出数が転入数を上回る社会減が続き、自然動態は2003年（平成15年）以降は死亡数が出生数を上回る自然減が続いている。2010年（平成22年）から2013年（平成25年）の4年間では1,588人の転出超過であり、道北では最大の転出超過数になっている。特に生産年齢人口の流出が激しく、2012年（平成24年）10月からの1年間で734人減少（減少率3.2%）している一方、高齢者人口は160人増加している。
| |                                        |  |
| 稚内市と全国の年齢別人口分布（2005年） | 稚内市の年齢・男女別人口分布（2005年） |  |
| ■紫色 ― 稚内市 ■緑色 ― 日本全国 | ■青色 ― 男性 ■赤色 ― 女性              |  |
| 稚内市（に相当する地域）の人口の推移 \| 1970年（昭和45年） \| 54,493人 \| \| \| 1975年（昭和50年） \| 55,464人 \| \| \| 1980年（昭和55年） \| 53,471人 \| \| \| 1985年（昭和60年） \| 51,854人 \| \| \| 1990年（平成2年） \| 48,232人 \| \| \| 1995年（平成7年） \| 45,754人 \| \| \| 2000年（平成12年） \| 43,774人 \| \| \| 2005年（平成17年） \| 41,592人 \| \| \| 2010年（平成22年） \| 39,601人 \| \| \| 2015年（平成27年） \| 36,380人 \| \| \| 2020年（令和2年） \| 33,563人 \| \| |                                        |  |
| 総務省統計局 国勢調査より |                                        |  |
| 1970年（昭和45年） | 54,493人                               |  |
| 1975年（昭和50年） | 55,464人                               |  |
| 1980年（昭和55年） | 53,471人                               |  |
| 1985年（昭和60年） | 51,854人                               |  |
| 1990年（平成2年） | 48,232人                               |  |
| 1995年（平成7年） | 45,754人                               |  |
| 2000年（平成12年） | 43,774人                               |  |
| 2005年（平成17年） | 41,592人                               |  |
| 2010年（平成22年） | 39,601人                               |  |
| 2015年（平成27年） | 36,380人                               |  |
| 2020年（令和2年） | 33,563人                               |  |

#### 消滅集落
「平成27年国勢調査」によれば、以下の集落は調査時点で人口0人の消滅集落となっている。
- 稚内市 - 水面調査区、大字稚内村、若葉台、新末広町、新光町

### 隣接する自治体
宗谷総合振興局
- 天塩郡豊富町
- 宗谷郡猿払村

## 歴史

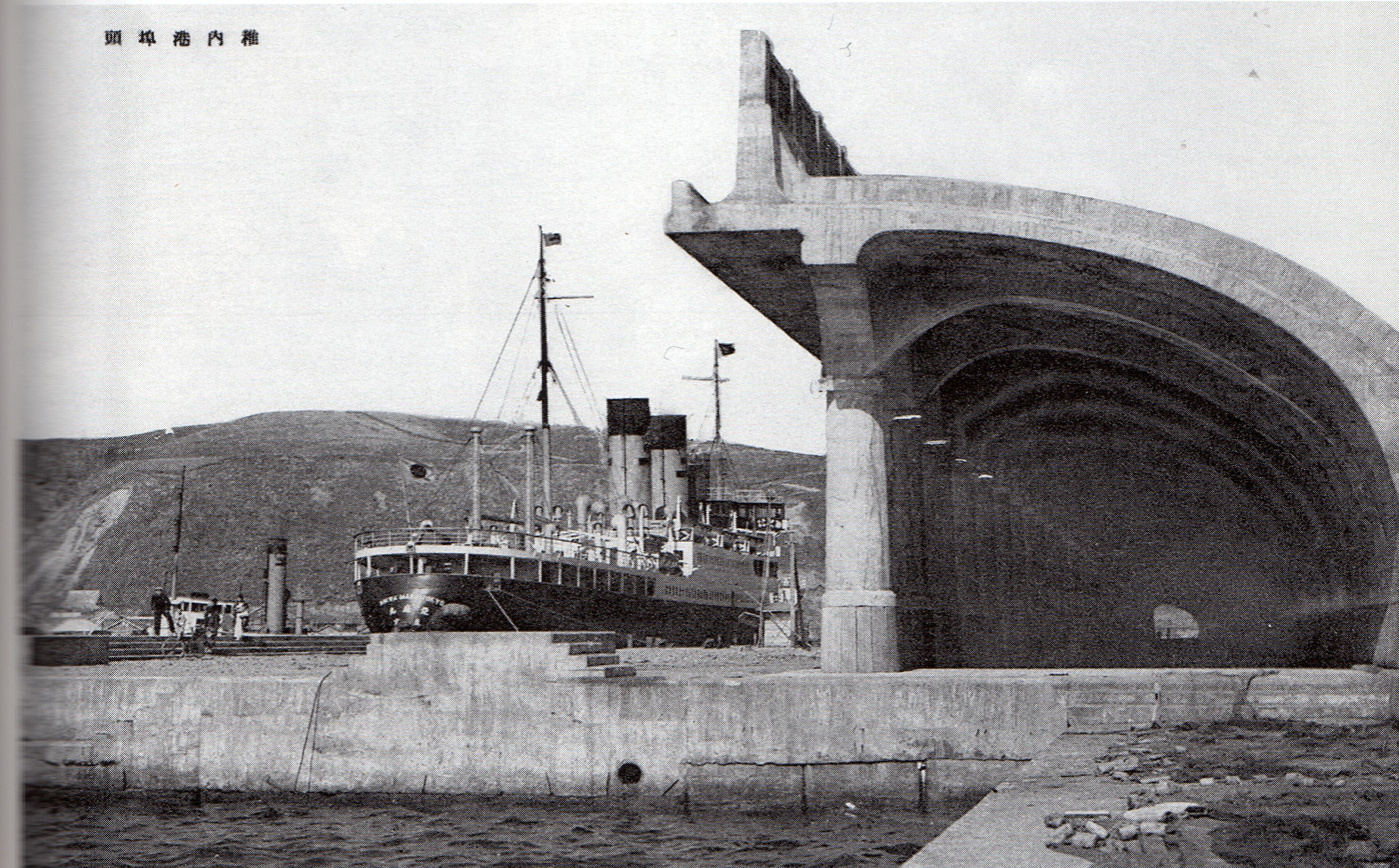
現在の北防波堤に接岸している稚泊連絡船「亜庭丸」

稚内は1685年（貞享2年）に松前藩が藩主直轄の宗谷場所を開設したことに始まり、アイヌとの交易の場や北方警備の要所になった。1879年（明治12年）、宗谷村に戸長役場が置かれたことを稚内の開基としている。

### 沿革
「稚内のあゆみ」参照
- 1685年（貞享02年）：宗谷場所開設
- 1706年（宝永03年）：村山伝兵衛が宗谷場所を請負う。
- 1781年（天明元年）：宗谷に厳島神社建立。
- 1785年（天明05年）：樺太探検隊長庵原弥六一行宗谷で越年、翌春病死。宗谷に北門神社創建（1831年稚内に移す）
- 1801年（享和元年）：松平忠明が宗谷巡視し、台場を築く。
- 1806年（文化03年）：遠山金四郎景晋、村垣左太夫が樺太巡視し、宗谷に滞在。
- 1807年（文化04年）：近藤重蔵ら宗谷巡視。宗谷に初めて馬来る。宗谷場所、天領（幕府直轄領）となる。津軽藩宗谷警備。多くの藩兵が水腫病で亡くなる。
- 1808年（文化05年）：松田伝十郎、間宮林蔵ら樺太探検のため宗谷を出帆。
- 1821年（文政04年）：宗谷場所が松前藩領に復帰。
- 1855年（安政02年）：宗谷場所が再び天領になる。秋田藩宗谷警備を行う。
- 1856年（安政03年）：松浦武四郎ら樺太調査のため宗谷出帆。
- 1859年（安政06年）：宗谷が秋田藩の領下になる。
- 1869年（明治02年）：宗谷が開拓使に属す。
- 1870年（明治03年）：宗谷が金沢藩に属す。
- 1872年（明治05年）：宗谷支庁設置、開拓判官大山重が主任になる。
- 1873年（明治06年）：宗谷支庁を廃し、留萌支庁の管轄になる。
- 1875年（明治08年）：留萌支庁を廃して札幌本庁に合し、宗谷に開拓使出張所を置く。「樺太千島交換条約」締結。樺太原住民841人が稚内に移住。
- 1876年（明治09年）：ノシャップに灯台設置。
- 1879年（明治12年）：宗谷に郡役所と戸長役場設置（稚内市の開基）[23]。
- 1885年（明治18年）：宗谷岬灯台設置。小樽—稚内間定期航路開設
- 1886年（明治19年）：廃県置庁により北海道庁が置かれ、その管轄になる。
- 1888年（明治21年）：郡役所、戸長役場など諸官庁が稚内に移転。
- 1890年（明治23年）：札幌—稚内間電話回線新設
- 1897年（明治30年）：郡役所改め、宗谷支庁開設。
- 1900年（明治33年）：泊内村、猿払村に戸長役場設置[23]。稚内村が抜海村、声問村を併合して宗谷村から分村し、一級町村制施行。稚内村になる[23]。稚内灯台設置。
- 1901年（明治34年）：稚内村が稚内町となる[23]。
- 1906年（明治39年）：小樽—稚内—樺太定期航路開設
- 1909年（明治42年）：宗谷村、泊内村、猿払村が合併し、2級町村制施行。宗谷村となる[23]。
- 1910年（明治43年）：北海道水産試験場駐在所設置
- 1911年（明治44年）：山火事が延焼し、稚内町724戸、宗谷村71戸[24]、その他諸官庁、学校、病院などが焼失。
- 1913年（大正02年）：秋田木材会社が声問発電所設置し、稚内に初めて電灯が灯る。
- 1922年（大正11年）：天北線開通（1989年廃止）
- 1923年（大正12年）：稚泊連絡船運行開始（1945年廃止）
- 1924年（大正13年）：宗谷村から猿払村が分村[23]。
- 1926年（大正15年）：天塩線（現在の宗谷本線）全線開通
- 1928年（昭和03年）：稚内町大火発生。稚内港駅（現在の稚内駅）開業
- 1930年（昭和05年）：普通選挙による『第1回町村会議員選挙』。稚内町大火発生
- 1936年（昭和11年）：稚内港築港工事第1期設備完成（北防波堤完成）
- 1937年（昭和12年）：稚内測候所（現在の稚内地方気象台）設置
- 1945年（昭和20年）：樺太居留民引揚船が稚内入港。アメリカ軍が稚内進駐。国立稚内療養所開院（2003年に稚内市へ移譲し、市立稚内こまどり病院となる）。
- 1947年（昭和22年）：町村長公選、町会議員選挙。10月25日、稚内炭鉱で事故が発生、死者16人[25]。
- 1948年（昭和23年）：稚内港が「国際開港場」指定。
- 1949年（昭和24年）：市制施行し、稚内市となる。市章制定する[26]。稚内市立図書館開館
- 1950年（昭和25年）：豊富村天興部落の一部を稚内市に編入。
- 1952年（昭和27年）：上水道通水式。北洋漁業再開
- 1954年（昭和29年）：稚内公園開園
- 1955年（昭和30年）：宗谷村を稚内市に編入合併[23]。
- 1957年（昭和32年）：稚内港が「重要港湾」指定。
- 1959年（昭和34年）：樺太犬タロとジロが南極での生存発表。市立稚内病院落成。稚内空港開港
- 1961年（昭和36年）：宗谷岬に「日本最北端の地の碑」建立（1968年に正確な最北端の位置に移設）。
- 1963年（昭和38年）：樺太島民慰霊碑（氷雪の門）、九人の乙女の像建立。
- 1966年（昭和41年）：稚内市体育館落成
- 1967年（昭和42年）：稚内市庁舎落成
- 1968年（昭和43年）：稚内市民憲章、市旗制定[27]。市民歌として「市民のうた」と「ふるさとを愛する」を制定。稚内市立ノシャップ寒流水族館開館。昭和天皇、香淳皇后が市内を行幸啓。稚内漁業協同組合冷凍食品工場、稚内公園などを視察[28]。
- 1971年（昭和46年）：ノシャップ米軍基地閉鎖発表
- 1972年（昭和47年）：ネベリスクと「友好都市」締結。
- 1973年（昭和48年）：バギオと「姉妹都市」締結。稚内空港に定期便就航。
- 1974年（昭和49年）：稚内地方卸売市場落成。稚内市青少年科学館開館。利尻礼文サロベツ国定自然公園が国立公園（利尻礼文サロベツ国立公園）になる。
- 1975年（昭和50年）：稚内公園ロープウェイ完成（2006年廃止）。稚内駅—南稚内駅間鉄道高架完成
- 1976年（昭和51年）：ソビエト連邦（ソ連）が200海里漁業専管水域（排他的経済水域）設定宣言。
- 1977年（昭和52年）：日本政府が200海里漁業専管水域設定宣言。
- 1978年（昭和53年）：稚内市開基百年記念塔・北方記念館、稚内市北方植物園完成
- 1979年（昭和54年）：ソ連輸入スケソ第1船入港。国際旅客船第1船出入港。国道40号バイパス道路全面開通。
- 1980年（昭和55年）：稚内市大規模草地完成
- 1982年（昭和57年）：北辰ダム完成。主要道道稚内天塩線開通
- 1983年（昭和58年）：「大韓航空機撃墜事件」発生
- 1984年（昭和59年）：『全国犬ぞり稚内大会』初開催。稚内総合文化センター完成
- 1987年（昭和62年）：稚内北星学園短期大学開学（2001年廃止）。稚内空港ジェット化。石垣市と「友好都市」締結。
- 1990年（平成02年）：初の国際チャーター航空便就航。『最北端まつり』初開催
- 1992年（平成04年）：サハリン州と北海道内14自治体の代表者が集まった『サハリンサミット』開催。
- 1993年（平成05年）：『第44回北海道植樹祭』開催
- 1994年（平成06年）：稚内市温水プール水夢館完成
- 1995年（平成07年）：サハリン定期航路就航。全国高等学校野球選手権北北海道大会を稚内市大沼球場で開催（同年全国8強へ進出する旭川実が初優勝）。
- 1996年（平成08年）：エフエムわっかない開局。稚内港国際旅客ターミナル完成
- 1998年（平成10年）：北海道立宗谷ふれあい公園オープン。風力発電施設稼動
- 2000年（平成12年）：宗谷本線初の定期特急列車運行開始。稚内北星学園大学開学
- 2001年（平成13年）：ユジノサハリンスクと「友好都市」締結。北防波堤ドームが「北海道遺産」認定。
- 2002年（平成14年）：ユジノサハリンスクに稚内市サハリン事務所開設。
- 2004年（平成16年）：宗谷丘陵が「宗谷丘陵の周氷河地形」として「北海道遺産」認定。
- 2005年（平成17年）：『高松宮賜杯全日本軟式野球大会』（2部）開催。宗谷岬ウインドファーム（57基）稼動開始
- 2006年（平成18年）：新エネルギー・産業技術総合開発機構（NEDO）の「大規模電力供給用太陽光発電系統安定化等実証研究」の実証研究施設整備（2011年に稚内市へ譲渡し、「稚内メガソーラー発電所」となる）。
- 2007年（平成19年）：稚内副港市場オープン。稚内港が「みなとオアシス」登録。
- 2008年（平成20年）：国際・国内フェリーターミナル完成
- 2009年（平成21年）：稚内空港2,200 m滑走路供用開始
- 2010年（平成22年）：定住自立圏構想の「中心都市宣言」。
- 2011年（平成23年）：経済産業省による「稚内市次世代エネルギーパーク」認定[29]。稚内港が国際フェリー・国際RORO船に係る「日本海側拠点港」指定。
- 2012年（平成24年）：枕崎市と「友好都市」締結。キタカラ（KITAcolor）グランドオープン（道の駅わっかないオープン）。稚内市バイオエネルギーセンター本格稼働。
- 2013年（平成25年）：稚内副港市場と稚内市ポートサービスセンターが「海の駅」登録。
- 2023年（令和5年）：ローソンが全国チェーンのコンビニエンスストアとして市内及び宗谷管内に初進出。年末までに市内に4店舗を開店。

## 政治

### 行政

#### 役所
- 稚内市役所
  - 沼川支所
  - 宗谷支所

#### 市長
市長
- 工藤広（2011年5月1日就任、4期目）
  - 2011年（平成23年）の市長選挙で次点候補と198票差で当選。2015年（平成27年）の市長選では推薦・支持政党がともにない中で出馬し[30]、無投票当選した[31]。任期満了日は2027年4月30日。

副市長
- 川野忠司（2019年6月1日就任）

歴代市長
| 代      | 市長名   | 任期                                                 | 任期数 |
| ------- | -------- | ---------------------------------------------------- | ------ |
| 初 - 3  | 西岡斌   | 1949年（昭和24年）5月1日 - 1959年（昭和34年）4月30日 | 3      |
| 4 - 11  | 浜森辰雄 | 1959年（昭和34年）5月1日 - 1991年（平成3年）4月30日  | 8      |
| 12 - 13 | 敦賀一夫 | 1991年（平成3年）5月1日 - 1999年（平成11年）4月30日  | 2      |
| 14 - 16 | 横田耕一 | 1999年（平成11年）5月1日 - 2011年（平成23年）4月30日 | 3      |
| 17 - 19 | 工藤広   | 2011年（平成23年）5月1日 -                           | 4      |

#### 市民憲章・都市宣言
稚内市民憲章
都市宣言
- 安全都市宣言（昭和37年9月18日制定）
- 平和都市宣言（昭和44年12月24日制定）
- スポーツ都市宣言（昭和56年12月17日制定）
- 子育て平和都市宣言（昭和61年6月7日制定）
- 環境都市宣言（平成23年3月1日制定）

### 議会

#### 市議会
- 議員定数：18人[33]
- 議会
  - 定例会（3月、6月、9月、12月）[33]
  - 臨時会[33]
- 委員会
  - 常任委員会[33]
    - 総務経済常任委員会[33]
    - 民生文教常任委員会[33]

  - 特別委員会[33]

### 不祥事
- 2007年（平成19年）に政務調査費をめぐる不正事件が発覚した。しかし旭川地裁判決で不正利得を得たと判断された2人の議員のうち1人に至っては、2019年4月30日まで議長を務めていた[34]。現在2人とも引退している。

## 国家機関

### 官公庁
- 法務省
  - 旭川地方法務局稚内支局
  - 旭川保護観察所稚内駐在官事務所
  - 出入国在留管理庁札幌出入国在留管理局稚内港出張所
  - 旭川地方検察庁稚内支部
    - 稚内区検察庁・天塩区検察庁
- 財務省
  - 函館税関稚内税関支署
  - 国税庁札幌国税局稚内税務署
- 厚生労働省
  - 北海道労働局
    - 稚内労働基準監督署
    - 稚内公共職業安定所（ハローワーク稚内）

  - 小樽検疫所稚内出張所
- 農林水産省
  - 北海道農政事務所旭川地域センター稚内支所
  - 林野庁北海道森林管理局宗谷森林管理署
    - 稚内森林事務所
- 国土交通省
  - 北海道開発局稚内開発建設部
    - 稚内道路事務所
    - 稚内港湾事務所
    - 稚内農業事務所

  - 北海道運輸局旭川運輸支局稚内庁舎（船舶に関する業務のみ）
  - 東京航空局稚内空港事務所
  - 気象庁札幌管区気象台
    - 稚内地方気象台
    - 新千歳航空測候所稚内空港出張所

  - 海上保安庁第一管区海上保安本部
    - 稚内海上保安部
- 環境省
  - 北海道地方環境事務所稚内自然保護官事務所
- 防衛省
  - 陸上自衛隊稚内分屯地
  - 海上自衛隊稚内基地分遣隊
  - 航空自衛隊稚内分屯基地
  - 自衛隊旭川地方協力本部稚内地域事務所

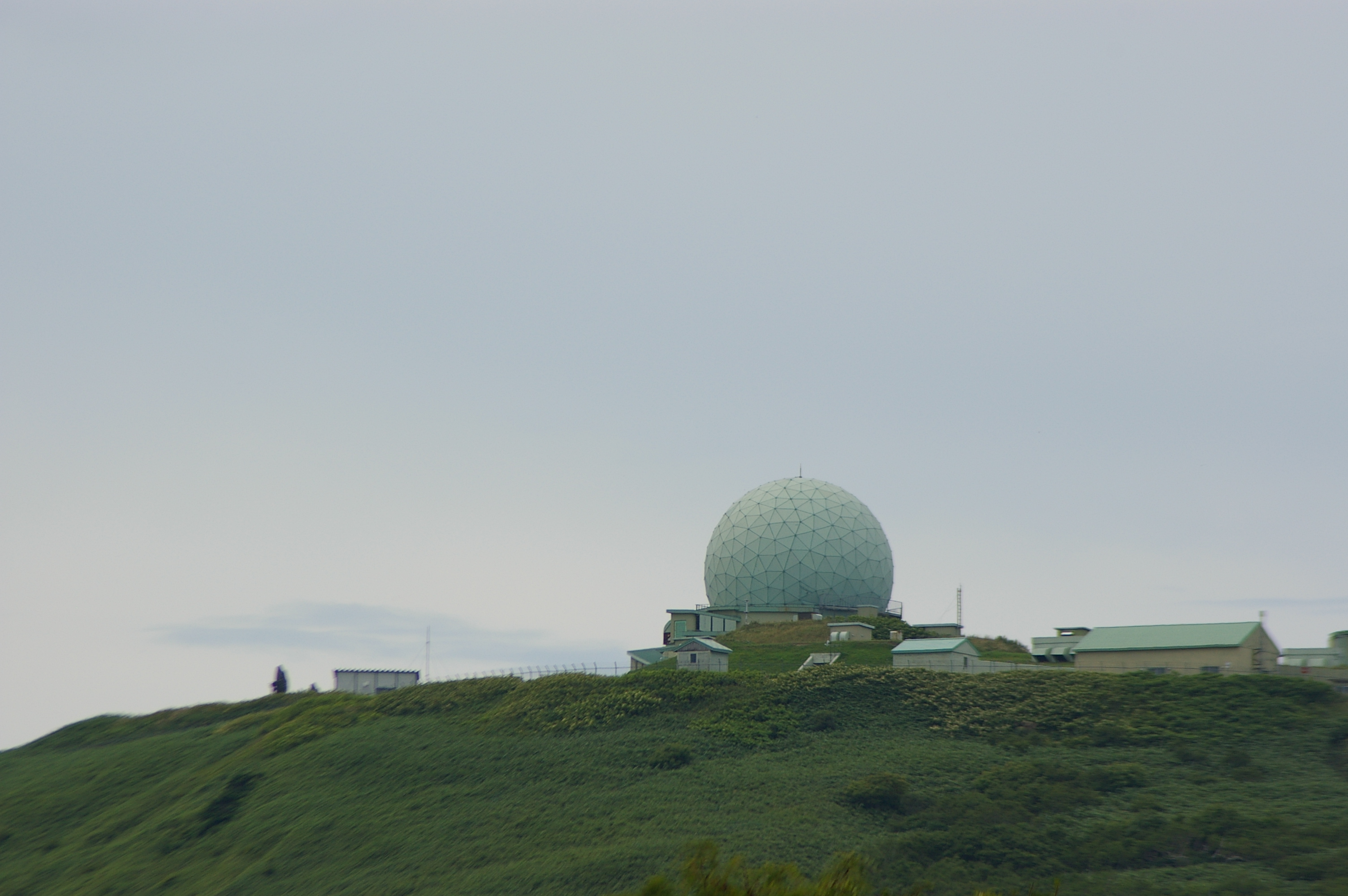
航空自衛隊第18警戒隊レーダーサイト（2006年10月）
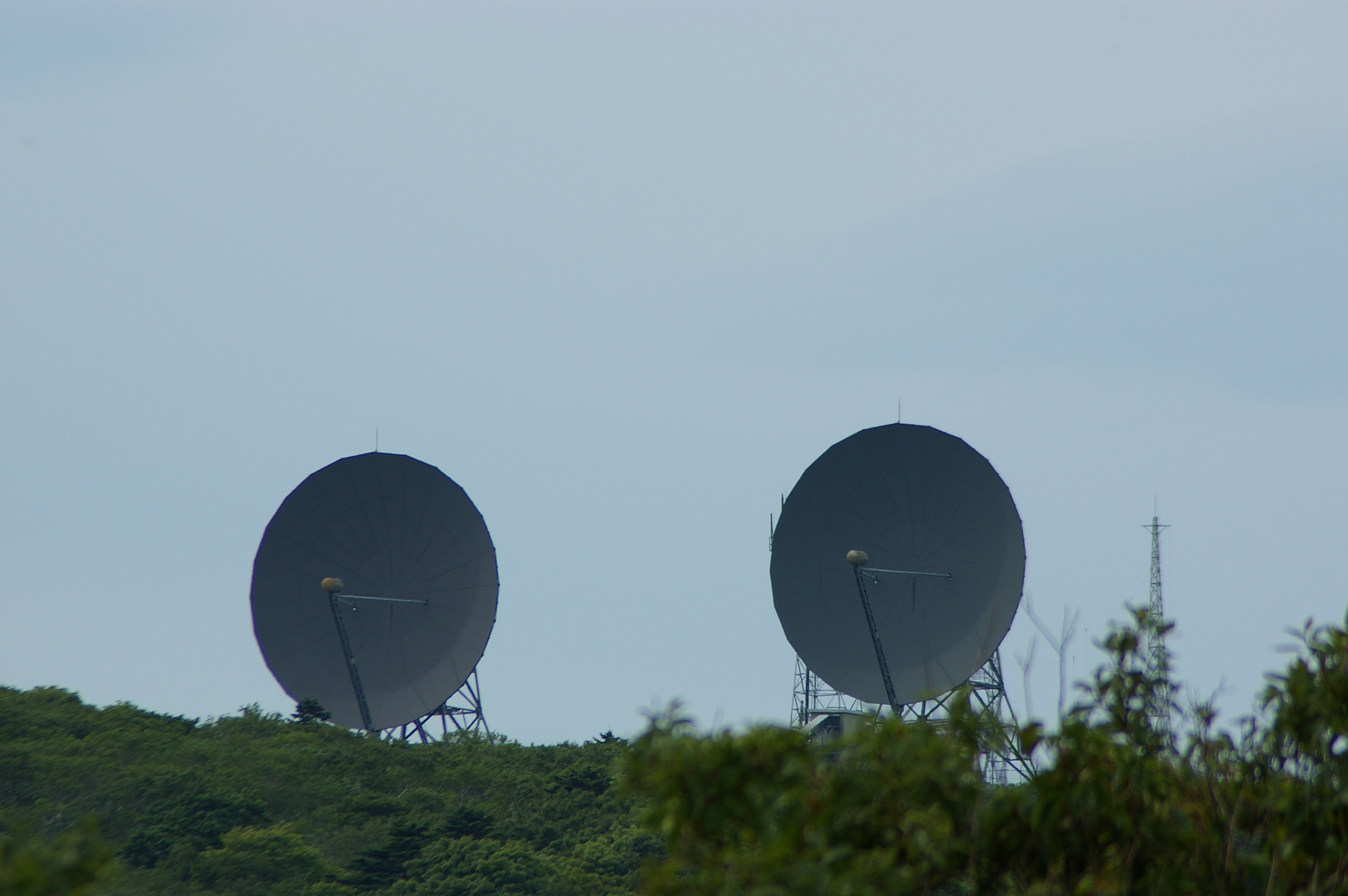
付帯施設OHアンテナ（2006年10月）

### 裁判所
- 旭川地方裁判所稚内支部
- 旭川家庭裁判所稚内支部
- 稚内簡易裁判所

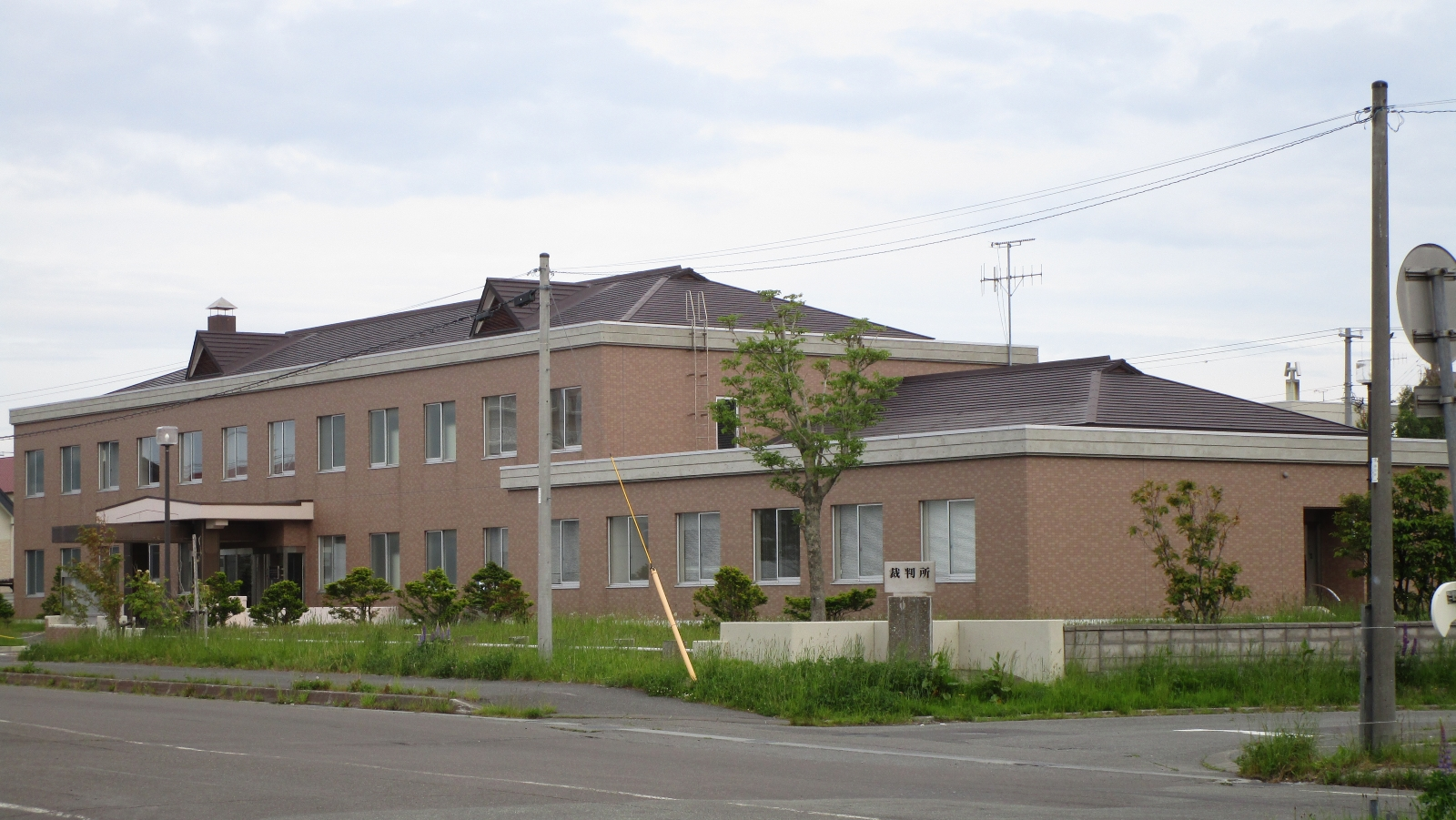
稚内簡易裁判所（2017年6月）

### 独立行政法人・特殊法人等
地方独立行政法人
- 北海道立総合研究機構稚内水産試験場

特殊法人等
- 日本年金機構 稚内年金事務所

### 道の機関
- 宗谷総合振興局
  - 北海道教育庁宗谷教育局
  - 宗谷地区水産指導所
  - 稚内建設管理部
- 北海道稚内保健所
- 北海道旭川児童相談所稚内分室
- 北海道立旭川高等技術専門学院稚内分校

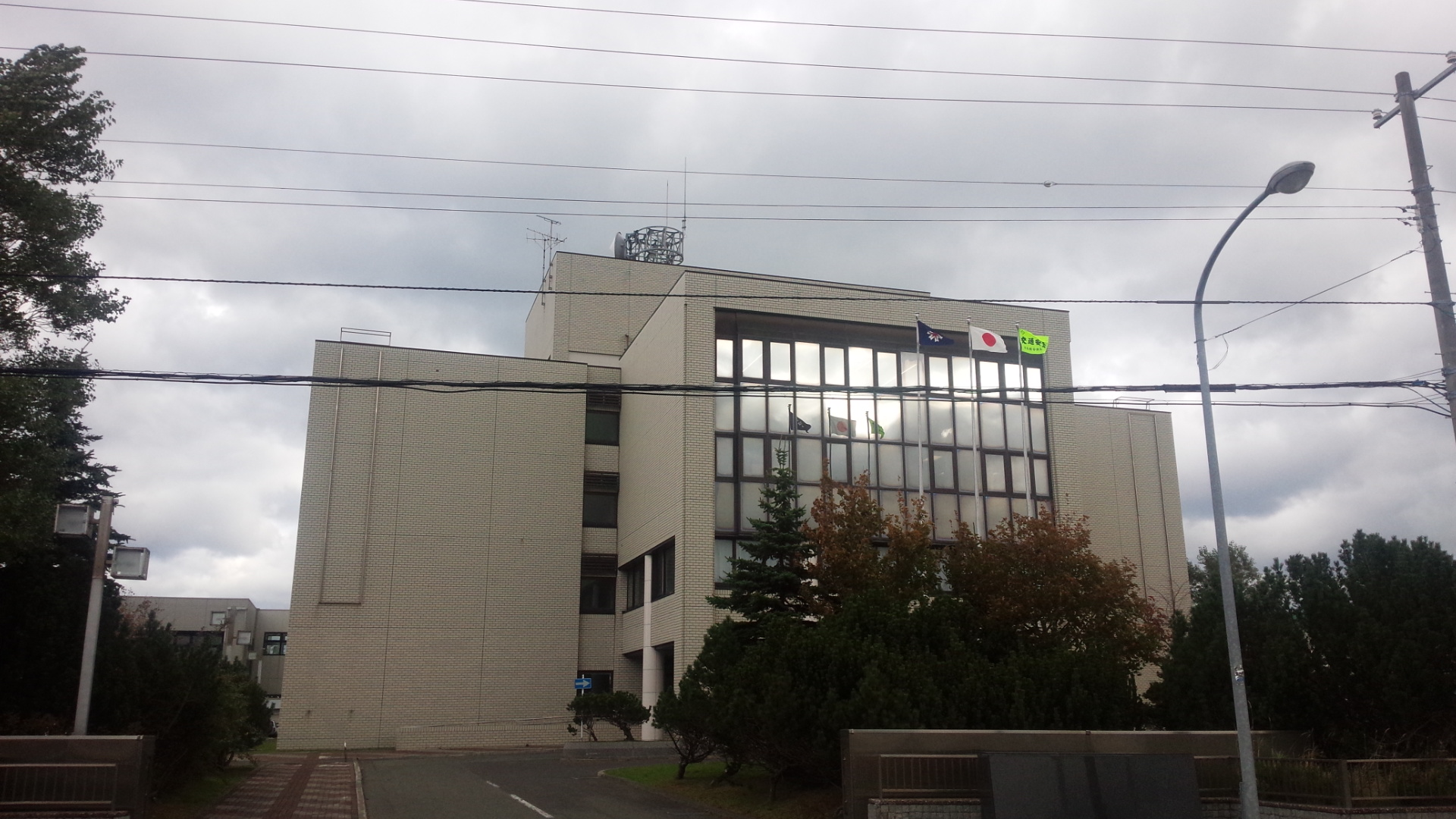
北海道宗谷合同庁舎（2016年10月）

## 施設

### 警察
警察署
- 北海道旭川方面稚内警察署

交番
- 中央交番、大黒交番、朝日交番

駐在所
野寒布駐在所、勇知駐在所、声問駐在所、沼川駐在所、宗谷駐在所、宗谷岬駐在所
警備派出所
- 稚内空港警備派出所

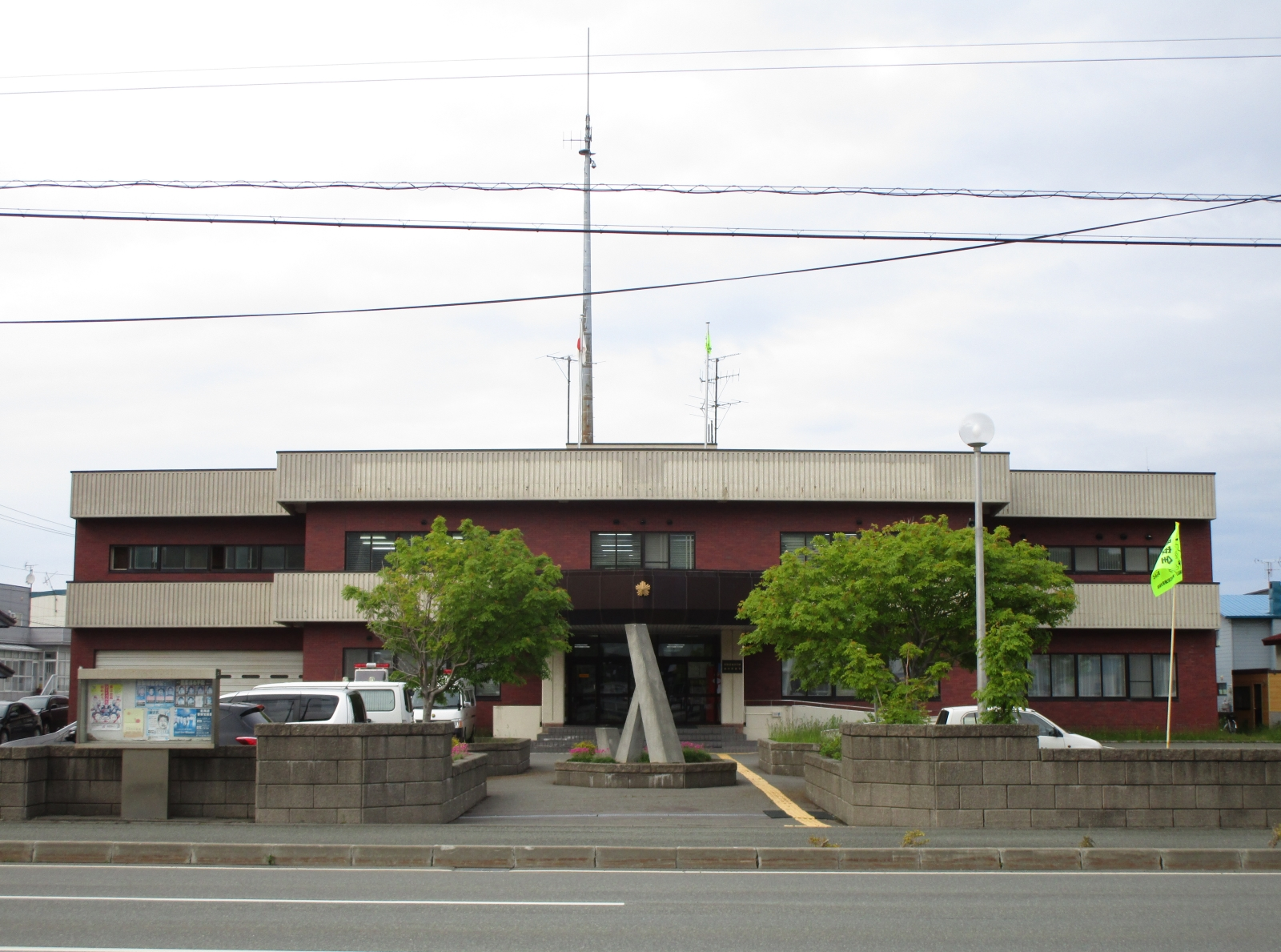
稚内警察署（2017年6月）
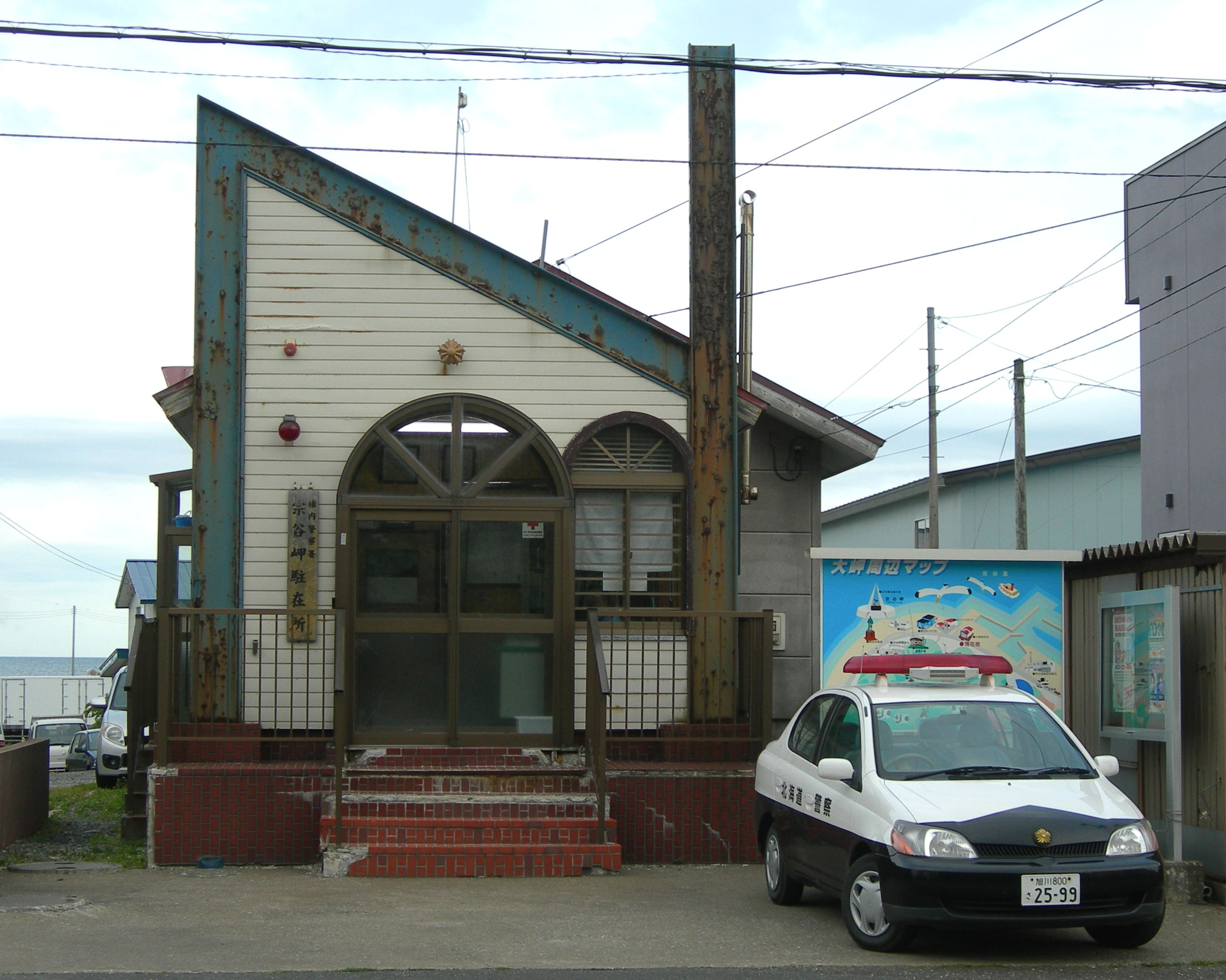
宗谷岬駐在所（2009年9月）

### 消防
本部
- 稚内地区消防事務組合消防本部

消防署
- 稚内消防署

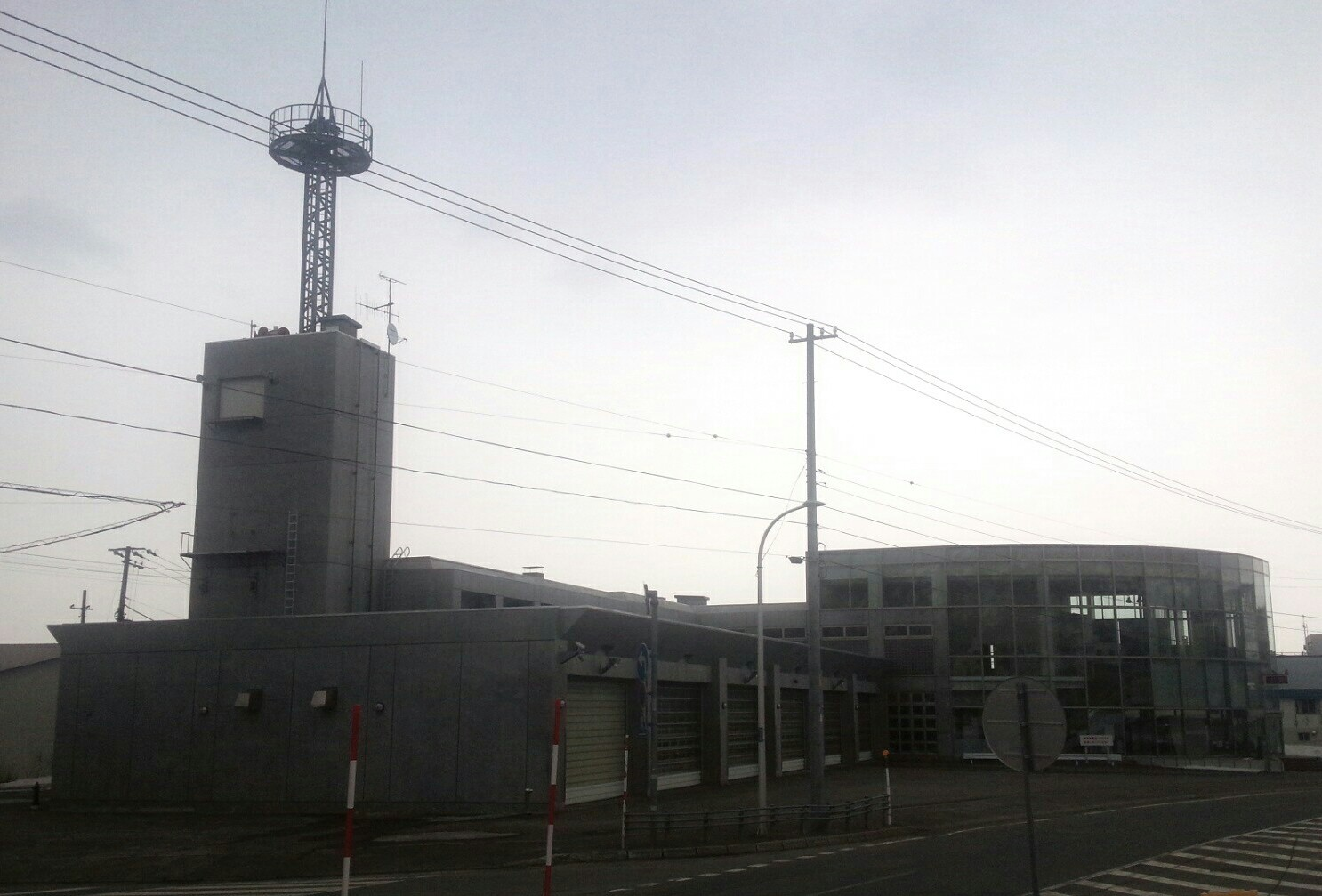
消防本部・消防署（2017年3月）

### 医療
主な病院
- 市立稚内病院
- 市立稚内こまどり病院
- 稚内禎心会病院

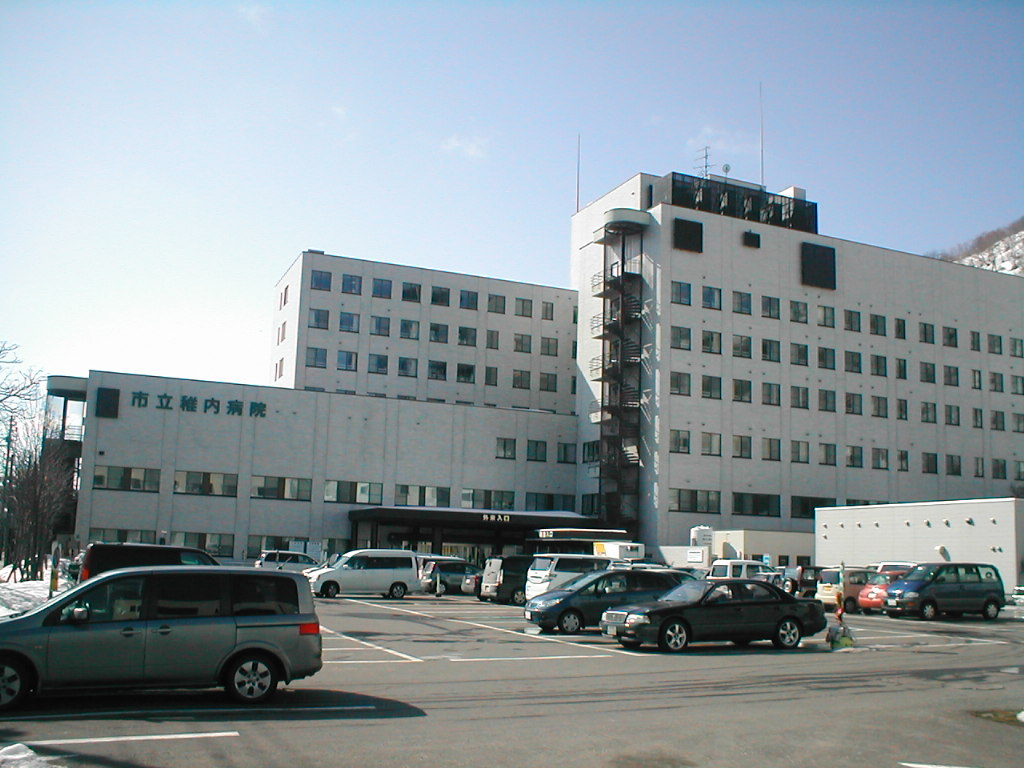
市立稚内病院（2009年3月）

### 郵便局
- 稚内郵便局（集配局）

- 沼川郵便局（集配局）
- 宗谷郵便局（集配局）[注 2]
- 稚内宝来郵便局
- 稚内港郵便局
- 稚内南郵便局
- 稚内潮見郵便局
- 稚内萩見郵便局
- 声問郵便局
- 宗谷岬郵便局（日本最北端の郵便局）
- 抜海郵便局
- 勇知郵便局
- 稚内ノシャップ簡易郵便局
- 稚内緑簡易郵便局
- 稚内富岡簡易郵便局
- 稚内富磯簡易郵便局
- 稚内曲渕簡易郵便局
- 稚内富士見簡易郵便局(2020年10月31日より閉鎖中[35]）

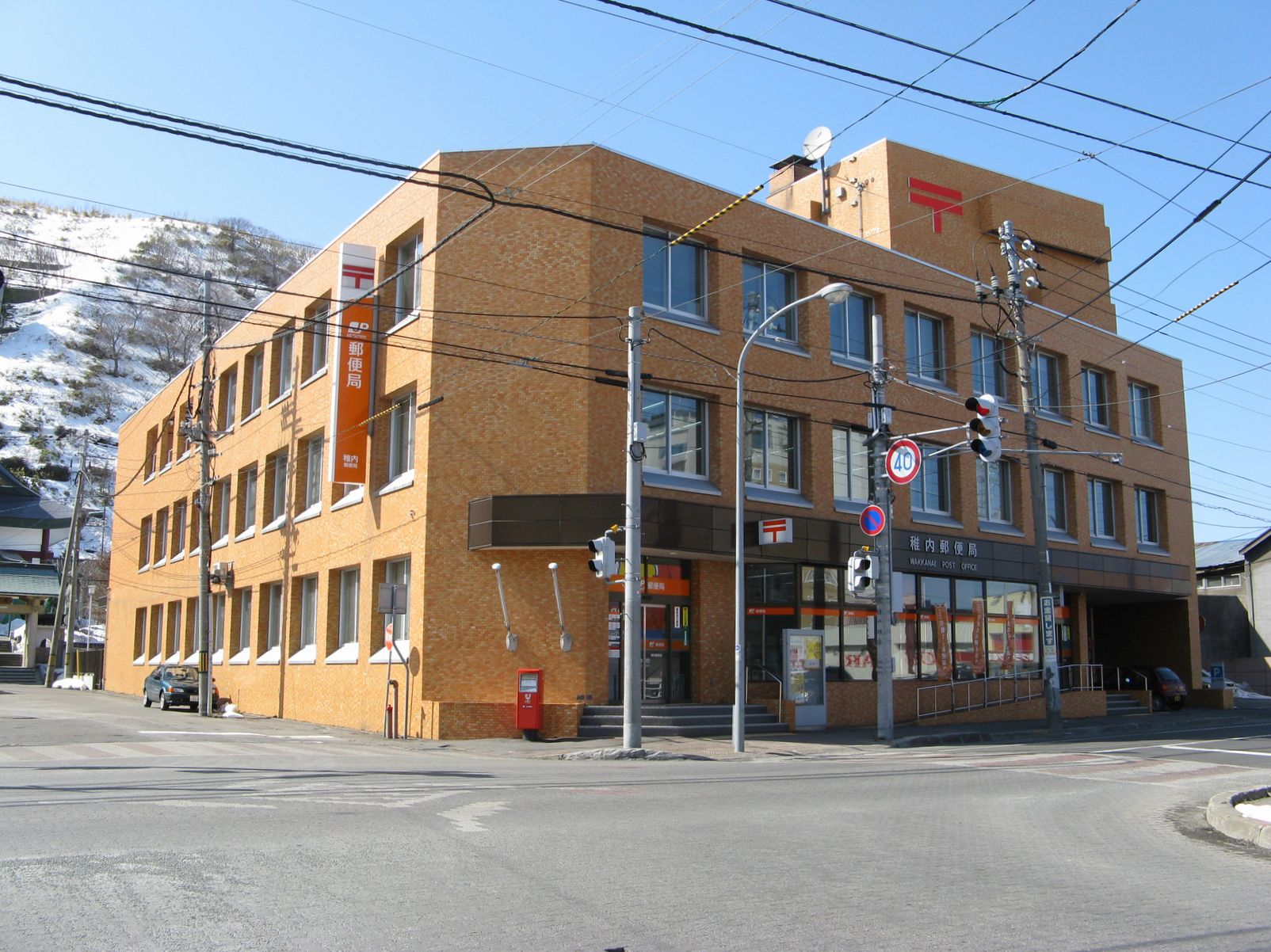
稚内郵便局（2009年3月）
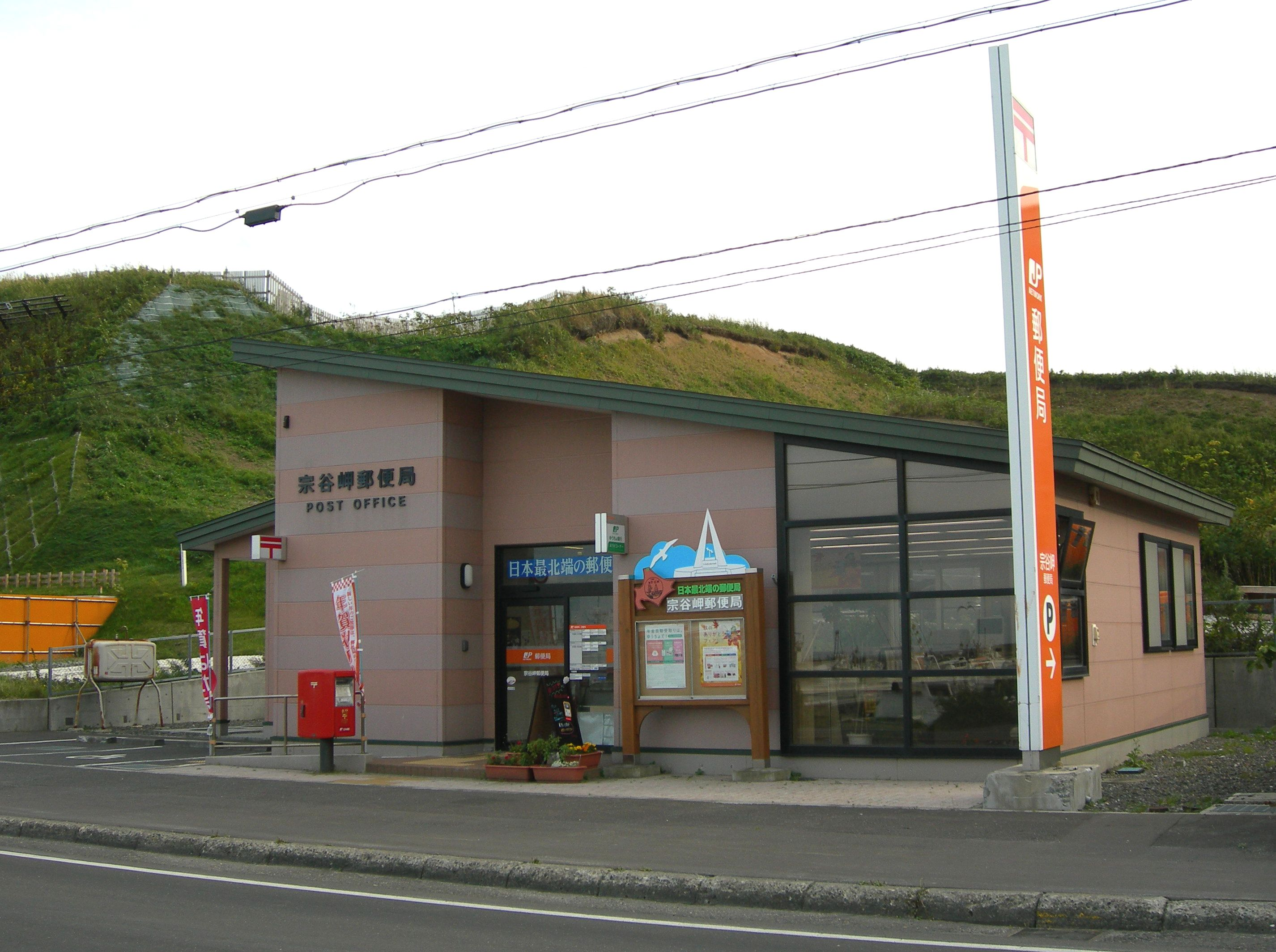
宗谷岬郵便局（2009年9月）

### 公共施設
- 稚内市立図書館
- 稚内市青少年科学館
- 稚内市立ノシャップ寒流水族館
- 稚内市地域交流センター（キタカラ（KITAcolor）内）
- 稚内市総合福祉センター
- 稚内市保健福祉センター
- 稚内総合文化センター
- 稚内市総合勤労者会館
- 稚内市ポートサービスセンター
- 稚内市地方卸売市場
- 稚内市日ロ友好会館
- 稚内市動物ふれあいランド
- 下水終末処理場
- 稚内聖苑
- 稚内市大規模草地

### 運動施設
- 稚内市総合体育館
- 稚内市体育館
- 稚内市緑体育館
- 稚内市営球場
- 稚内市若葉球場
- 稚内市大沼球場
- 稚内市大沼第2球場
- 稚内市こまどりスキー場
- 稚内市上勇知スキー場
- 稚内市温水プール水夢館
- 稚内市スポーツセンター
  - カーリング場
  - 武道館
- 稚内市富士見球技場
- 稚内市若葉球技場
- 稚内市ソフトボール場
- 稚内市緑庭球場
- 稚内市宝来庭球場
- 稚内市こまどりパークゴルフ場
- 稚内市ノシャップ公園パークゴルフ場

## 対外関係

### 姉妹都市・提携都市

#### 海外
姉妹都市
- バギオ（フィリピン共和国 コルディリェラ行政地域）
1973年（昭和48年）3月20日「姉妹都市」締結[36]

提携都市
- ネベリスク（ロシア連邦 サハリン州、旧称本斗町）
1972年（昭和47年）9月8日「友好都市」締結[36]
- コルサコフ（ロシア連邦 サハリン州、旧称大泊町）
1991年（平成3年）7月2日「友好都市」締結[36]
- ユジノサハリンスク（ロシア連邦 サハリン州、旧称豊原市）
2001年（平成13年）9月9日「友好都市」締結[36]
- 台湾屏東県恒春鎮
2023年（平成5年）11月23日「友好都市」締結[37]

#### 国内
提携都市
- 石垣市（南西諸島 沖縄県）
1987年（昭和62年）9月27日「友好都市」締結[38]
- 枕崎市（九州地方 鹿児島県）
2012年（平成24年）4月28日「友好都市」締結[38][39]。ともに豊かな自然があり、水産業が盛んであること、JR駅最北端始発駅（稚内駅）とJR駅最南端始発駅（枕崎駅）があることから、2011年（平成23年）に枕崎市が稚内市に友好都市提携の申し入れを行った[39][40][41]。

### 姉妹港・提携港
姉妹港
- アンカレッジ港（アメリカ合衆国 アラスカ州）
1982年（昭和57年）7月27日「姉妹港湾」締結[36]

提携港
- コルサコフ港（ロシア連邦 サハリン州、旧称大泊町）
1992年（平成4年）9月8日「友好港湾」締結[36]

## 経済

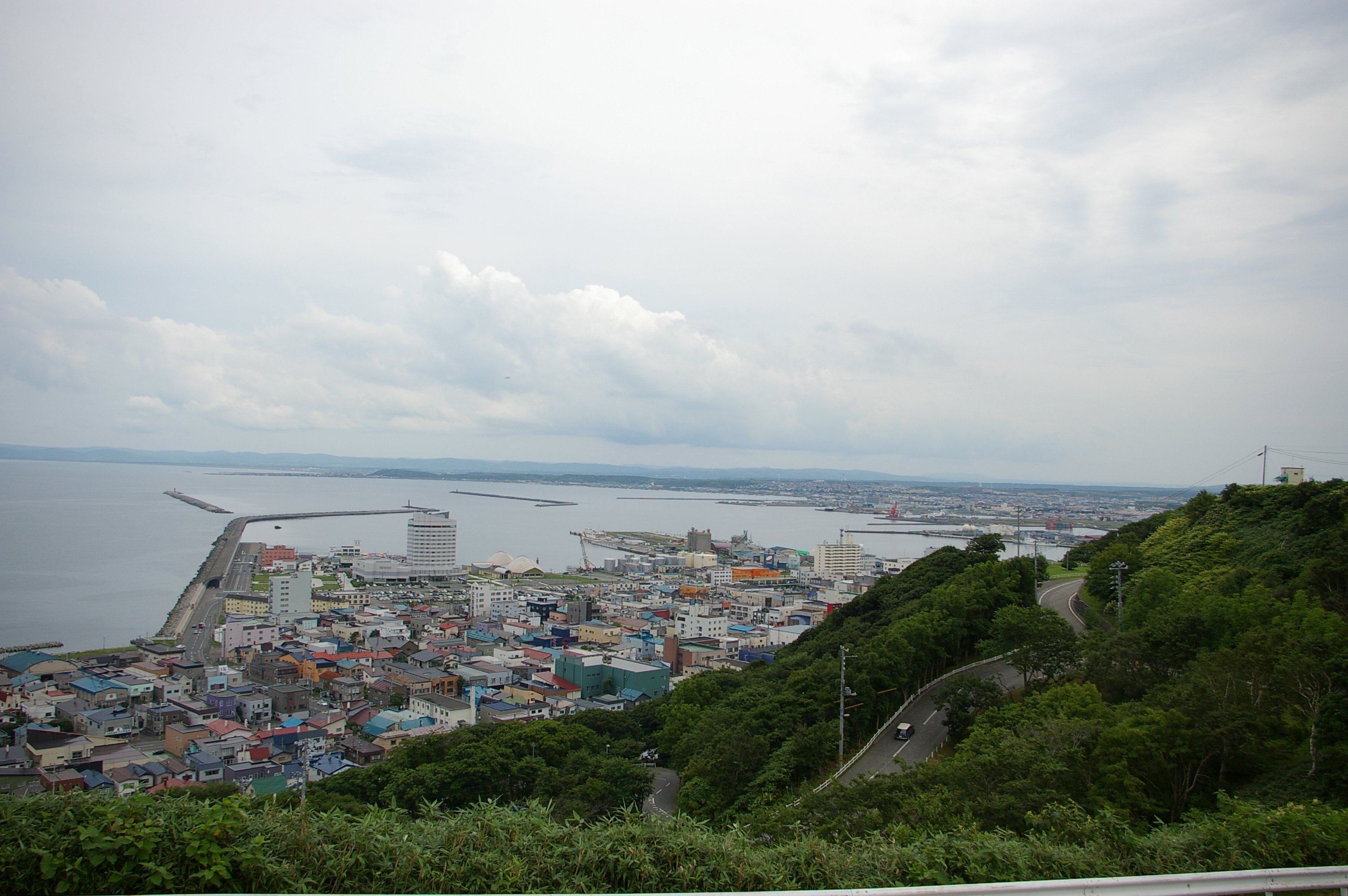
稚内公園から眺めた稚内市街（2006年10月）

稚内市の産業は水産、農業、観光を基幹産業としている。また、旭川以北で最大の都市になっていることから、海上保安部、自衛隊、税務署、裁判所、区検察庁などの国の機関や宗谷総合振興局が置かれている。港湾は重要港湾の稚内港を始めとして、地方港湾の宗谷港や9つの漁港がある。産業別就業者は第一次産業が8.4 %、第二次産業が21.9 %、第三次産業が69.8 %になっており（平成22年国勢調査）、第一次産業（特に漁業）の割合が高くなっている。

### 組合
- 北宗谷農業協同組合（JA北宗谷）稚内支所
- 北宗谷農業協同組合（JA北宗谷）沼川支所
- ホクレン稚内支所
- 北海道農業共済組合（NOSAI北海道）宗谷支所
- 北海道信漁連（JFマリンバンク北海道）稚内支店
- 稚内漁業協同組合
- 宗谷漁業協同組合
- 稚内機船漁業協同組合
- 稚内地区水産加工業協同組合
- 稚内管工事業協同組合
- 宗谷地方石油業協同組合
- 北部電気工事業協同組合稚内支部

### 第一次産業

#### 漁業
漁業は北洋漁業を中心とする水産業が発展し、1960年（昭和35年）には第一次産業が産業別人口全体の約30%を占めていたが、1977年（昭和52年）の「200海里漁業専管水域」の設定により、関連業種を含めて打撃を受け、就業人口が大きく減少した。市場は主に沖合いの底曳網漁業による漁獲物を扱う「稚内市地方卸売市場」、主に沿岸の漁獲物を扱う「稚内漁業協同組合地方卸売市場」がある。魚種別水揚高はホタテガイが最も多く、次いでホッケ、イカナゴ、ナマコなどがある。ロシアから輸入される水産物は1988年（昭和63年）頃から始まり、1993年（平成5年）頃から本格化した。2012年（平成24年）に水産物の密漁・密輸出対策に関する日露協定が結ばれ、2014年（平成26年）に発効し、それまで主な輸入海産物であったカニにも確認手続きが必要になったため、カニ輸入が減少した。

#### 農業
農業は昭和20年代に畑作農業から有畜農業への転換を図っており、酪農を主業としている農家の割合が高くなっている。そのため、農業生産は主に生乳と牛の個体販売であるが、一部の農家で馬鈴薯（ジャガイモ）を中心にイチゴやミニトマトなどを生産している。

#### 林業
林業は明治末期から大正後期にかけての乱伐と山火事による無立木地の解消を目的に造林事業を行ってきた。昭和20年代後半から民有林の造林が本格化した。

### 第二次産業

#### 工業
工業は製造品出荷額の多くを食料品製造業が占めており、水産物加工業が主な産業になっている。商業は宗谷地域の中心都市としての機能を有しているが、購買力が市外に流出しており、市内の空洞化が見られる。

#### エネルギー産業
付近に風を遮る地形が少なく、日最大風速10 m/sに達する日が年間83.8日ある稚内市は、日本国内における風力発電の導入に先駆的な地域である上、さらにバイオマスの燃料を使用した発電や、太陽光発電などにも取り組んできた結果、再生可能エネルギーだけで市内の消費電力の約9割を賄うことができる発電量を達成した。

### 第三次産業

#### 商業
主なスーパーマーケット
- 西條
  - 稚内店
- 相沢食料百貨店
  - 食品館あいざわ
- ラルズ（アークスグループ）
  - ラルズプラザ稚内店
- 北雄ラッキー
  - シティわっかない
- 山英小新商店
  - 生鮮市場稚内店
- 萩見総合食品センター（りんごハウスグループ）
  - 卸売スーパー富岡ユアーズ店
  - 卸売スーパー中央大壹店

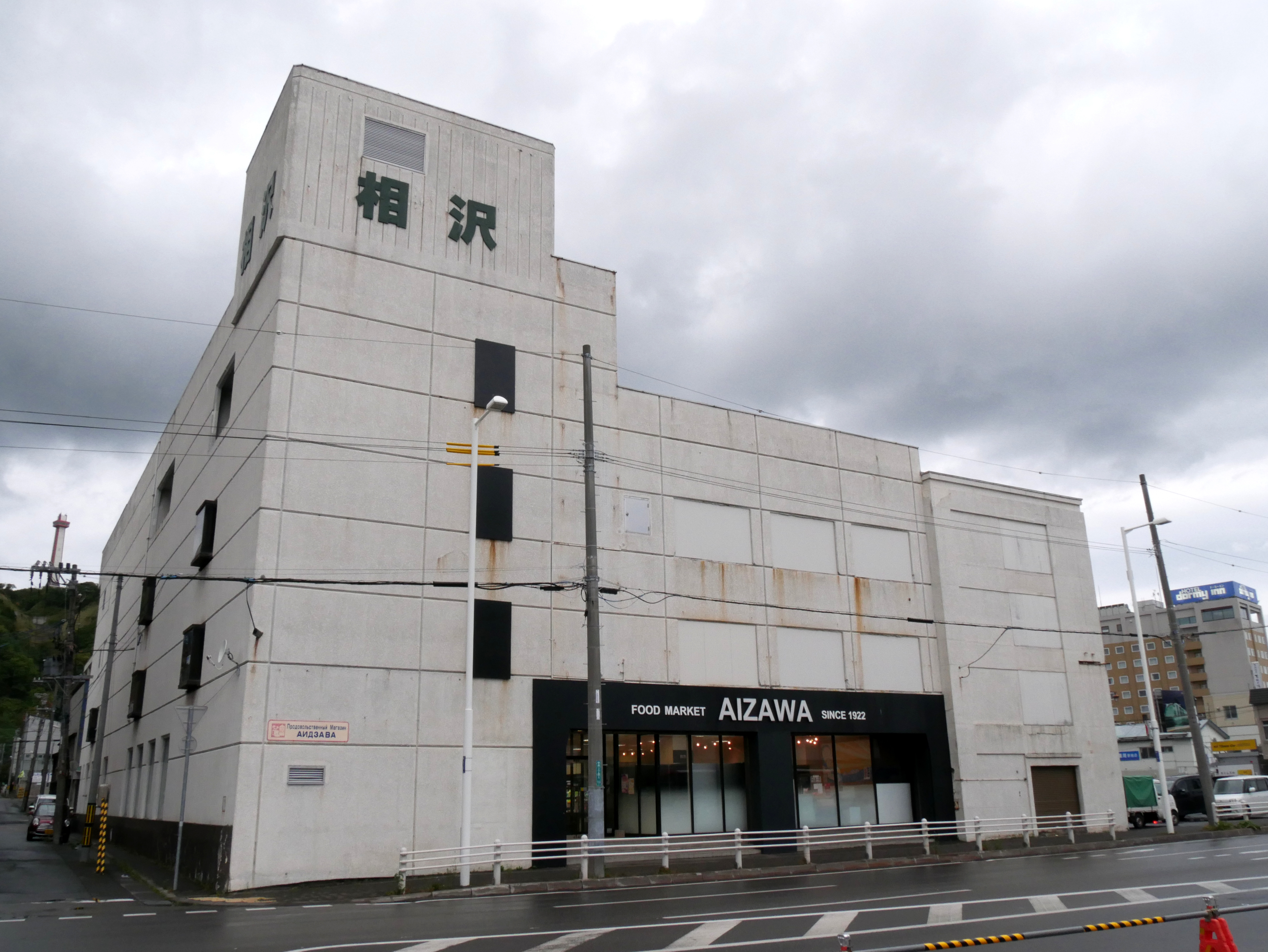
相沢食料百貨店
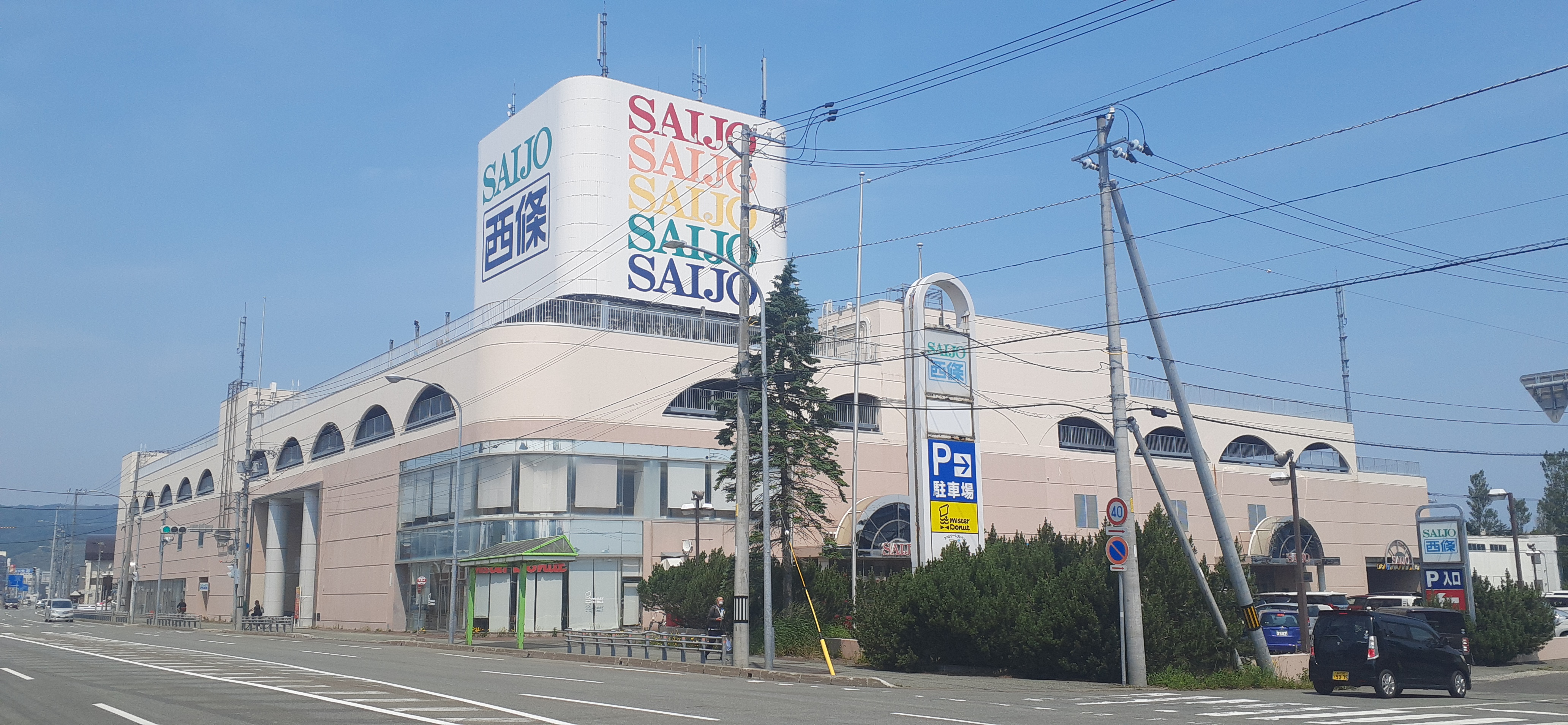
西條稚内店
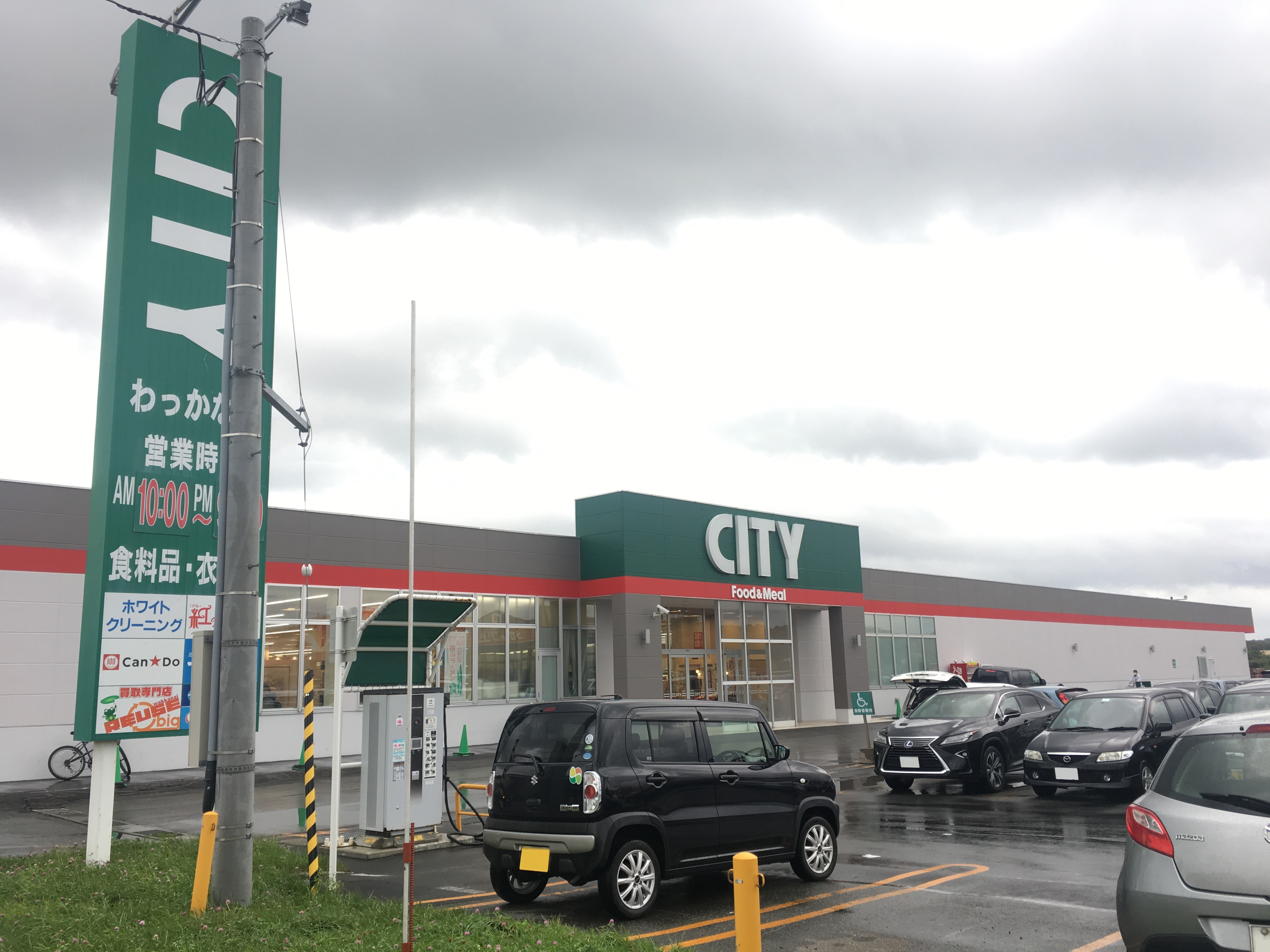
北雄ラッキーシティわっかない

### 物流
- ヤマト運輸道北主管支店
  - 北稚内センター・南稚内センター
- 佐川急便稚内営業所

#### 観光業
稚内周辺では1989年に天北線が廃線になった上、宗谷本線も列車の減便が続き、廃線に向けた検討が行われるなど鉄道は存続が厳しい状況にある。一方で、稚内空港は1987年にジェット機の就航が可能になった後、2009年には滑走路が延長供用されるなど空港の整備が続けられている中で、2013年度の稚内の観光入込客数は497,400人と低調だった。これは1995年度の半数に満たない状況である。

### 金融機関
- 北海道銀行：稚内支店
- 北洋銀行：稚内支店
- 北海道労働金庫：稚内支店
- 稚内信用金庫：本店、南支店、北支店、東支店、富岡支店
- JAバンク北海道（北海道信用農業協同組合連合会）：JA北宗谷稚内支所
- JFマリンバンク北海道（北海道信用漁業協同組合連合会）：宗谷、稚内、稚内機船

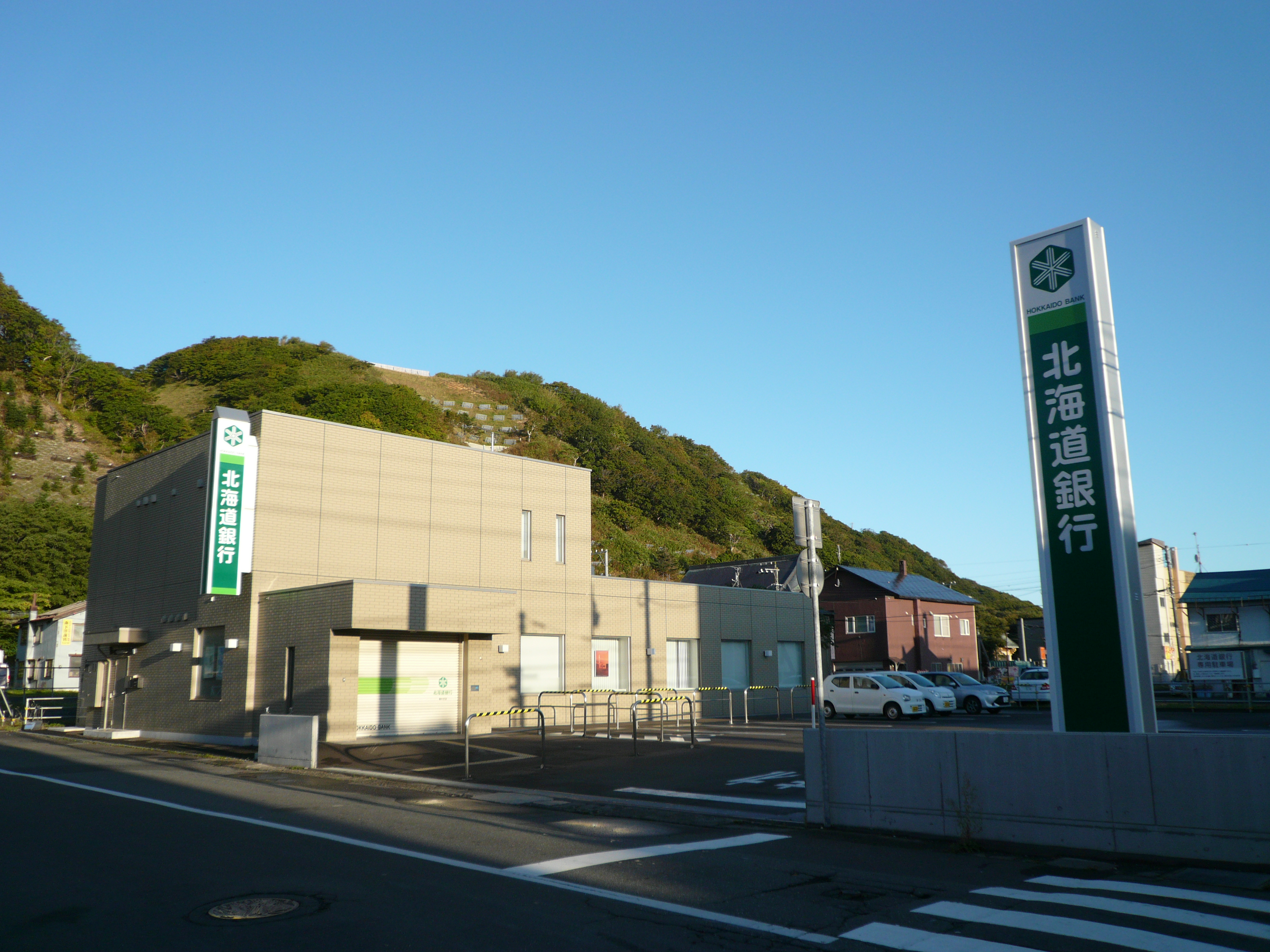
北海道銀行稚内支店（2019年9月）
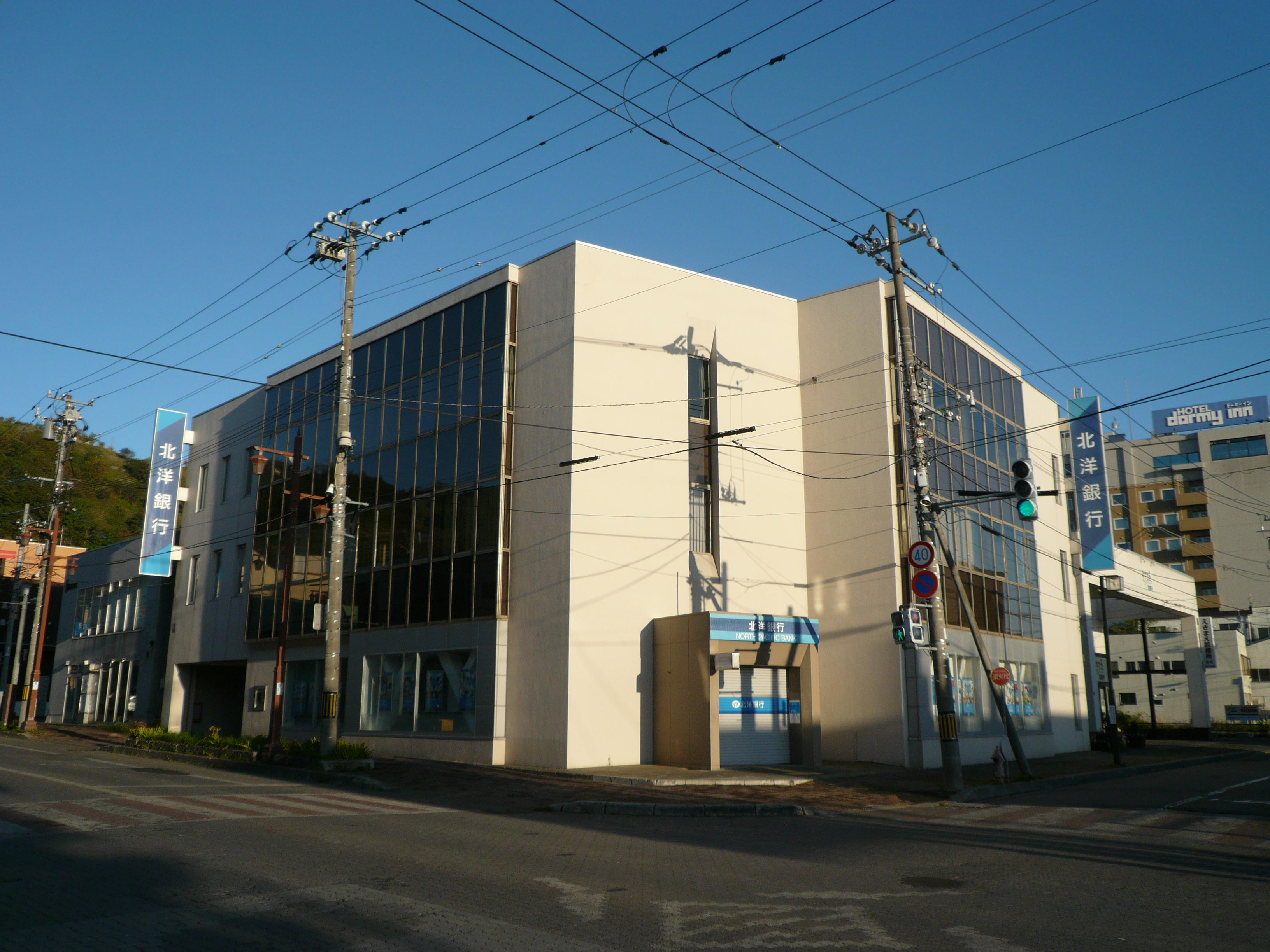
北洋銀行稚内支店（2019年9月）
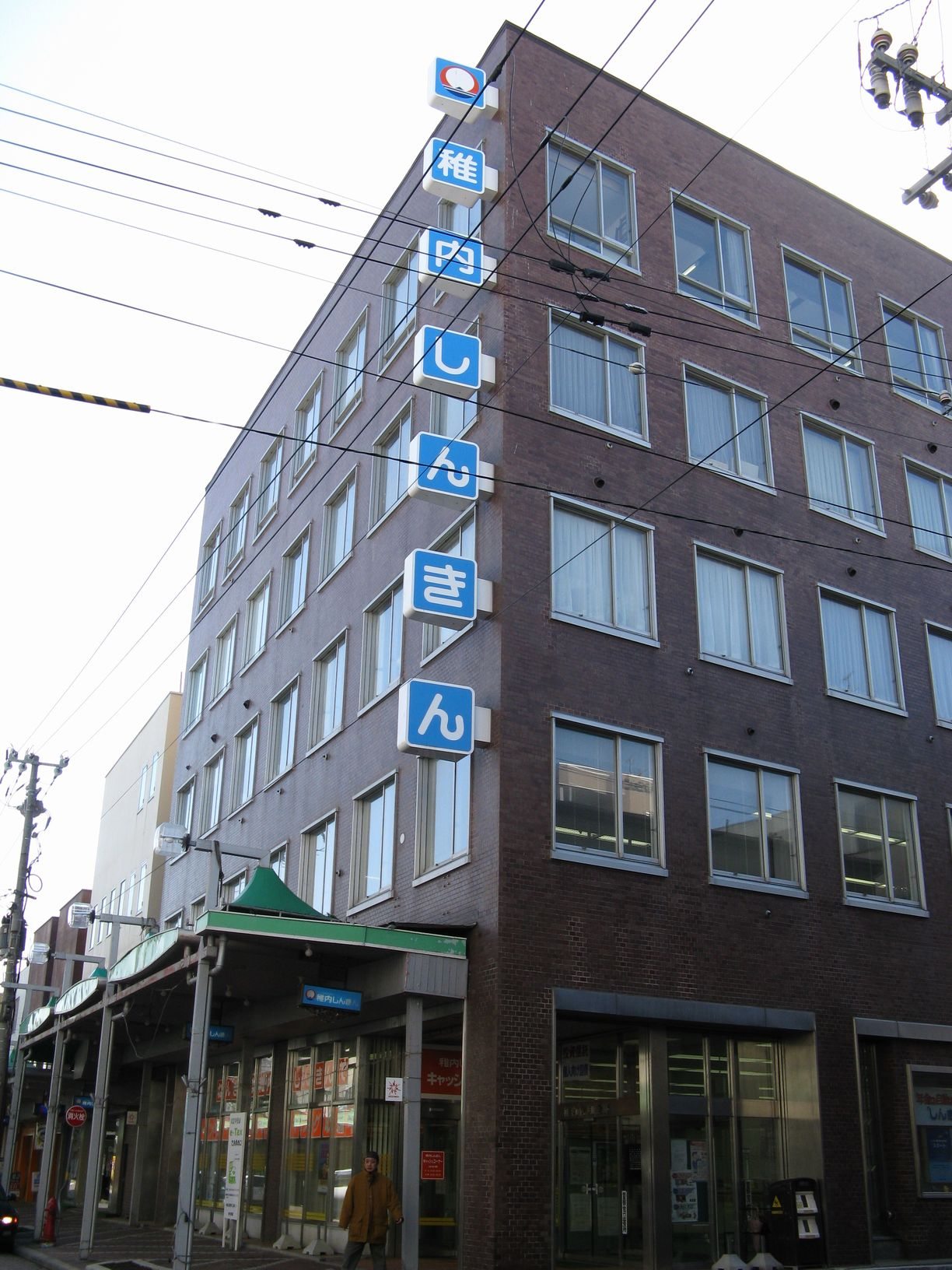
稚内信用金庫本店（2009年3月）

### 拠点を置く主な企業
50音順
- 相沢食料百貨店
- 秋川水産
- 石塚建設興業
- エフエムわっかない（FMわっぴー）
- 御菓子司小鹿
- 菓子夢工房くどう
- 共成建設
- 啓電舎
- 国境
- ササキ
- 澤田タイヤ
- 末廣屋電機
- 菅原畜品
- スズキ産業資材
- 誠洋
- そうべい
- 宗谷新聞社
- 宗谷バス
- 宗谷岬牧場
- 大東食品
- 田上食品工業
- チセキ石油販売
- なかせき商事
- 中田組
- ハートランドフェリー
- 藤建設
- ホクタン
- ホクレン油機サービス
- 北方現代社
- 丸ヱ寺江食品
- 明治
- 山英小新商店
- ユーラスエナジーホールディングス
- 横田モータース
- 稚内印刷
- 稚内港湾施設
- 稚内信用金庫
- 稚内プレス社
- 稚内丸善

## 情報・通信

### マスメディア

#### 新聞社・通信社
- 朝日新聞北海道支社稚内支局
- 毎日新聞北海道支社稚内通信部
- 読売新聞北海道支社稚内通信部
- 北海道新聞社稚内支局
- 北海道通信社稚内支局
- 宗谷新聞社
- 稚内プレス社

業界紙・雑誌
- 北海道建設新聞社稚内支局
- 北方現代社

#### 放送局
テレビ放送
- NHK旭川放送局稚内支局
- 札幌テレビ放送稚内支局
- 北海道放送稚内支局
- 北海道文化放送稚内支局
- 北海道テレビ放送稚内支局

ラジオ放送
- エフエムわっかない（FMわっぴー）

## 生活基盤

### ライフライン

#### 電力
- 北海道電力稚内営業所
- ユーラスエナジーホールディングス稚内支店
  - 宗谷岬ウインドファーム
  - 天北ウインドファーム

電源開発
- 風力発電
  - さらきとまないウィンドファーム
  - 稚内ウィンドパワー
  - 稚内風力第1・第2発電所
  - 稚内公園風力発電所
  - 稚内市水道事業風力発電所
- 太陽光発電
  - 稚内メガソーラー発電所（桜井・ほくでんエコエナジー共同企業体に委託）

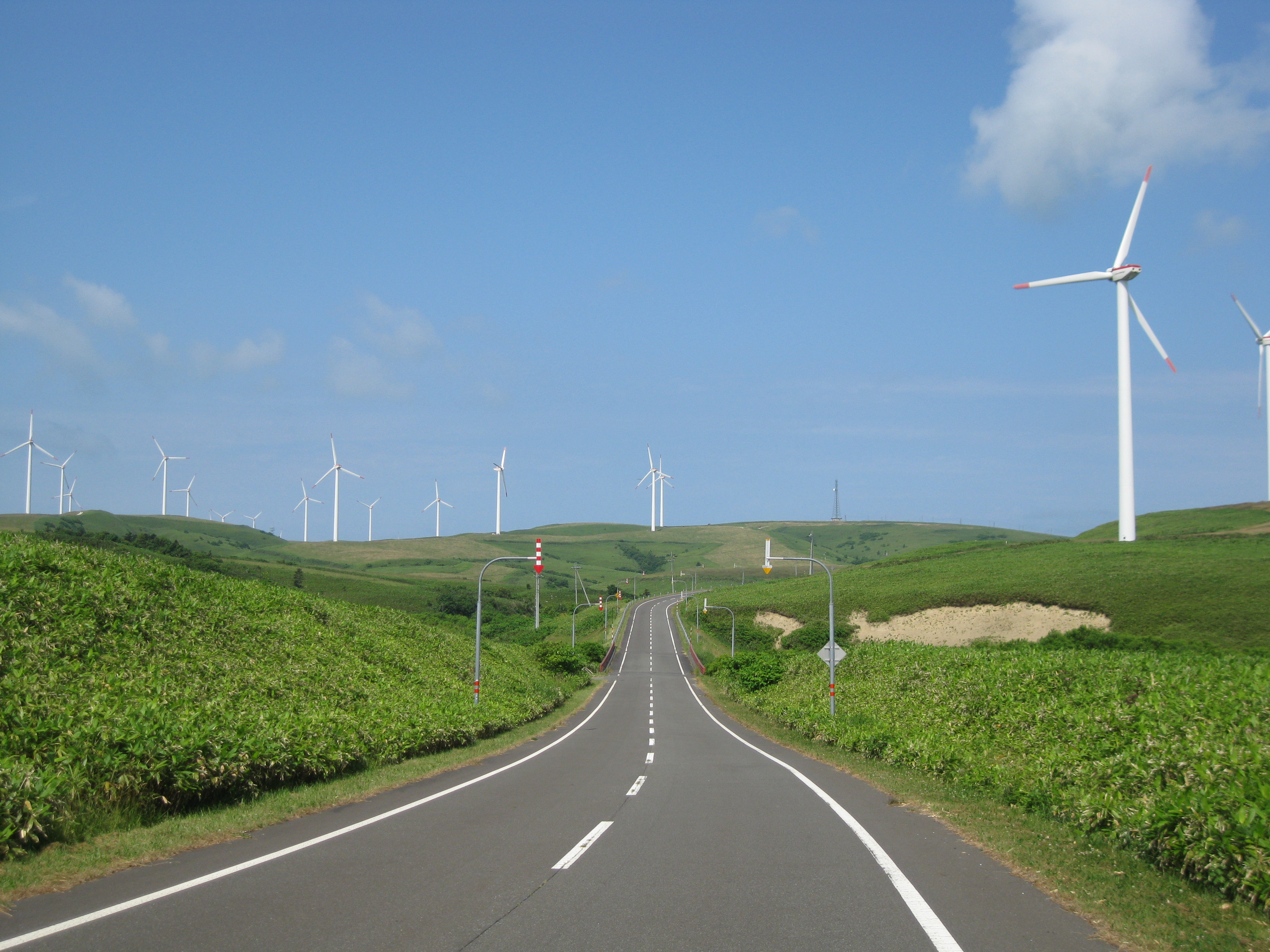
宗谷岬ウインドファーム（2011年8月撮影）
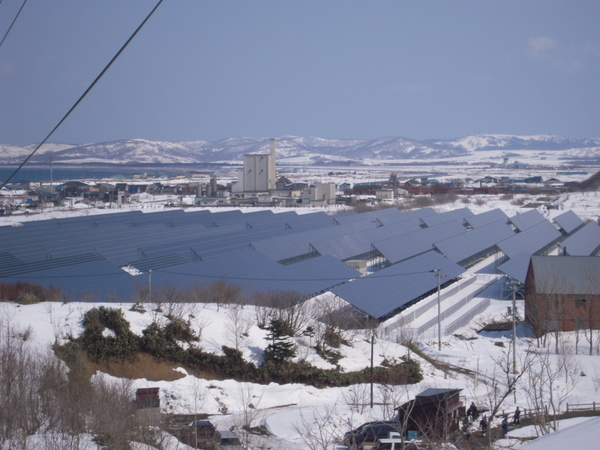
稚内メガソーラー発電所（2010年3月撮影）

## 教育

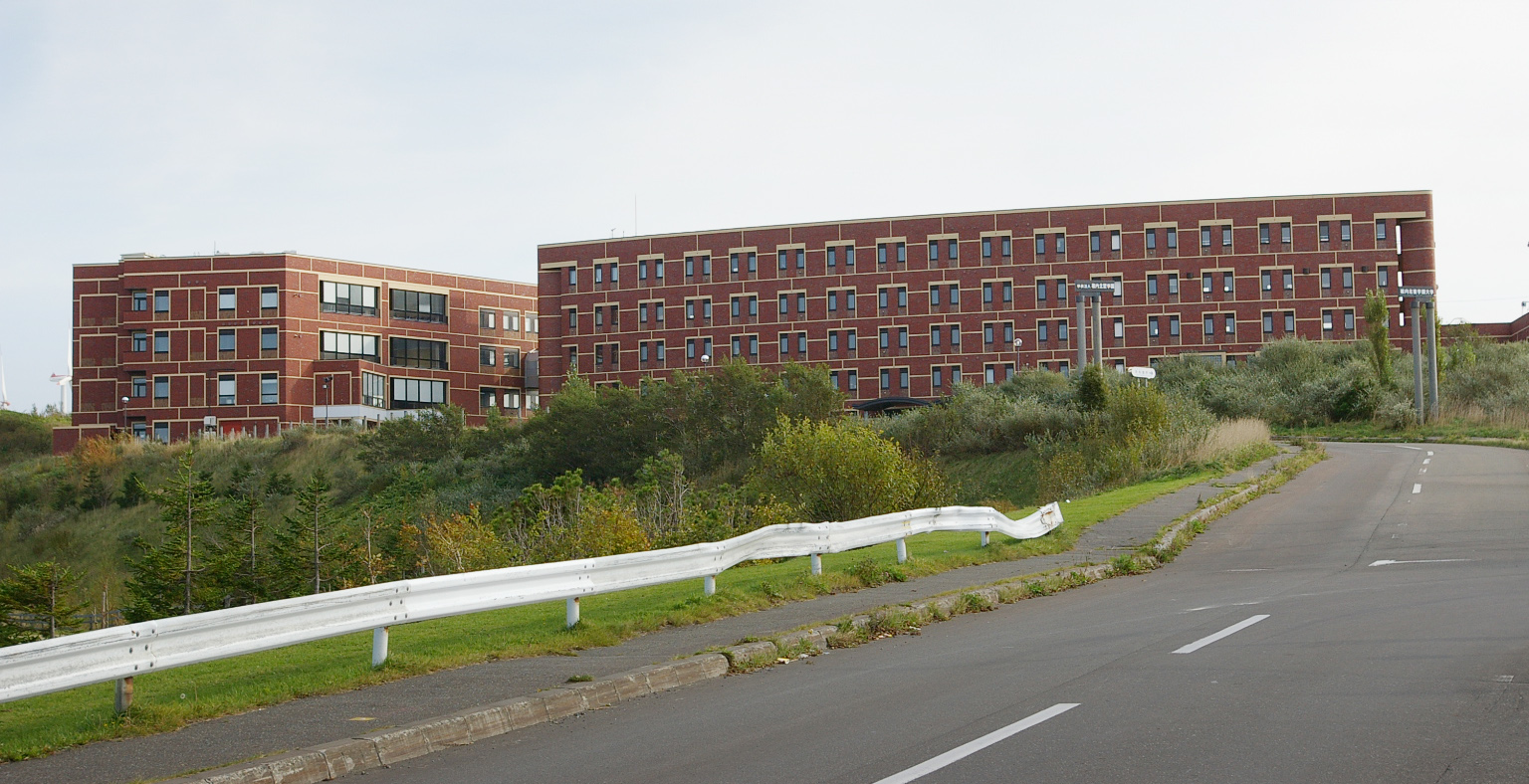
育英館大学（2006年10月）

### 大学
私立
- 育英館大学

### 高等学校
道立
- 北海道稚内高等学校

私立
- 稚内大谷高等学校

### 中学校
市立
- 稚内市立稚内中学校[59]
- 稚内市立稚内南中学校[59]
- 稚内市立稚内東中学校[59]
- 稚内市立宗谷中学校[59]
- 稚内市立潮見が丘中学校[59]

### 小学校
市立
- 稚内市立稚内中央小学校[59]
- 稚内市立稚内港小学校[59]
- 稚内市立稚内南小学校[59]
- 稚内市立稚内東小学校[59]
- 稚内市立潮見が丘小学校[59]
- 稚内市立声問小学校[59]
- 稚内市立富磯小学校[59]
- 稚内市立宗谷小学校[59]
- 稚内市立大岬小学校[59]

### 小中併設校
市立
- 稚内市立天北小中学校[59]

### 幼稚園
- 大谷幼稚園[59]
- 鈴蘭幼稚園[59]
- 富岡幼稚園[59]
- ひかり幼稚園[59]
- 稚内幼稚園[59]

### 保育所
- 稚内市立港保育所[59]
- 稚内市立白樺保育所[59]
- 富岡保育園[59]
- もぐもぐ保育園[59]
- オアシス保育園[59]
- きらきら保育園[59]
- 恵北保育所[59]
- 宗谷保育所[59]
- 沼川保育所[59]
- 勇知保育所[59]

### 特別支援学校
- 北海道稚内養護学校

### 学校教育以外の施設
- 北海道立旭川高等技術専門学院稚内分校
- 稚内地方高等職業訓練校
- 稚内ドライビングスクール

### 廃止・閉校となった学校

#### 高等学校
- 北海道立稚内女子高等学校（1950年北海道稚内高等学校に統合）
- 北海道稚内商工高等学校（2013年3月閉校）

#### 中学校
- 稚内市立大岬中学校（1967年宗谷中学校に統合、小学校は現存）
- 稚内市立富磯中学校（同上）
- 稚内市立声問中学校（1969年7月1日に恵北中と名目統合、70年4月1日に南中学校の一部校区、8月1日に更喜苫内中を名目統合し、同年8月26日に稚内市立稚内東中学校が開校。小学校は現存）

#### 小学校
- 稚内市立稚内北小学校（1967年稚内小と統合し稚内市立稚内中央小学校が開校）
- 稚内市立稚内小学校（同上）
- 稚内市立上増幌小学校（1974年増幌小中に統合）
- 稚内市立曙小学校（2002年統合により稚内市立天北小中学校か開校）
- 稚内市立上声問小学校（同上）

#### 小中学校
- 稚内市立三井沢小中学校（1954年中学校が曲渕小中に統合。1964年に炭鉱が閉山し小学校も閉校、同時に三井沢集落も解散）
- 稚内市立峰岡小中学校（1969年閉校、漁業不振により同時に峰岡集落も解散）
- 稚内市立恵北小中学校（1969年中学校が声問中と名目統合し翌年東中が開校。1981年小学校が増幌小中と統合、同時に中学校の校区も増幌小中に変更）
- 稚内市立更喜苫内小中学校（1970年中学校が声問中、恵北中、南中（一部）と名目統合し稚内東中が開校。2001年小学校が潮見が丘小に統合、同時に中学校の校区も潮見が丘中に変更）
- 稚内市立夕来小中学校（1985年下勇知小中に統合）
- 稚内市立樺岡小中学校（2002年統合により稚内市立天北小中学校が開校）
- 稚内市立豊別小中学校（同上）
- 稚内市立上修徳小中学校（同上）
- 稚内市立沼川小中学校（同上）
- 稚内市立曲渕小中学校（同上）
- 稚内市立抜海小中学校（2007年稚内南小・中に統合）
- 稚内市立東浦小中学校（2010年中学校が宗谷中に統合、小学校が大岬小に統合）
- 稚内市立下勇知小中学校（2013年稚内南小・中に統合）
- 稚内市立稚内西小中学校（2014年休校。2015年小学校は稚内中央小と稚内南小に分割統合、中学校は稚内中と稚内南中に分割統合）
- 稚内市立上勇知小中学校（2016年稚内南小・中に統合）
- 稚内市立増幌小中学校（2024年）

## 交通

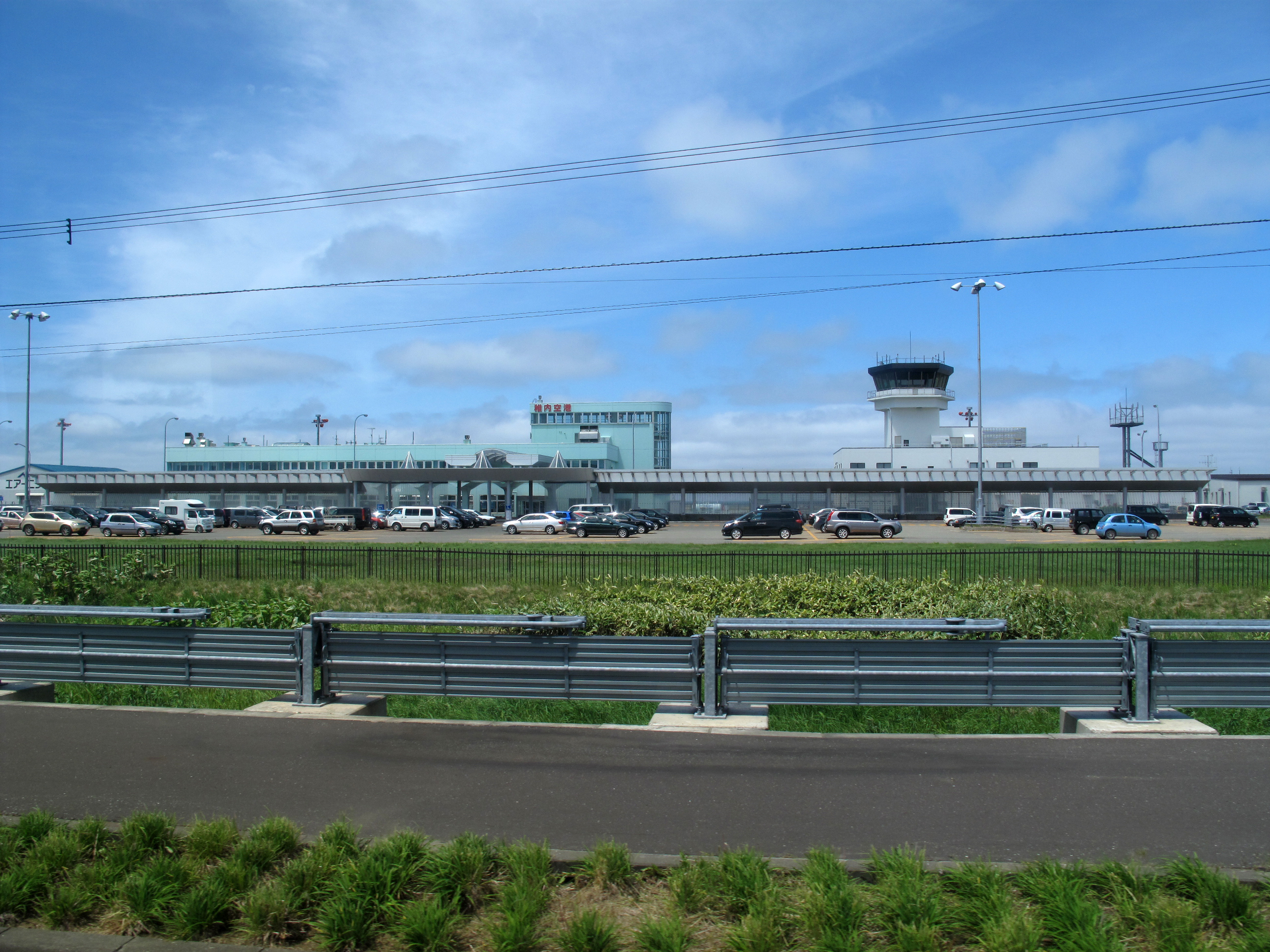
稚内空港（2012年6月）

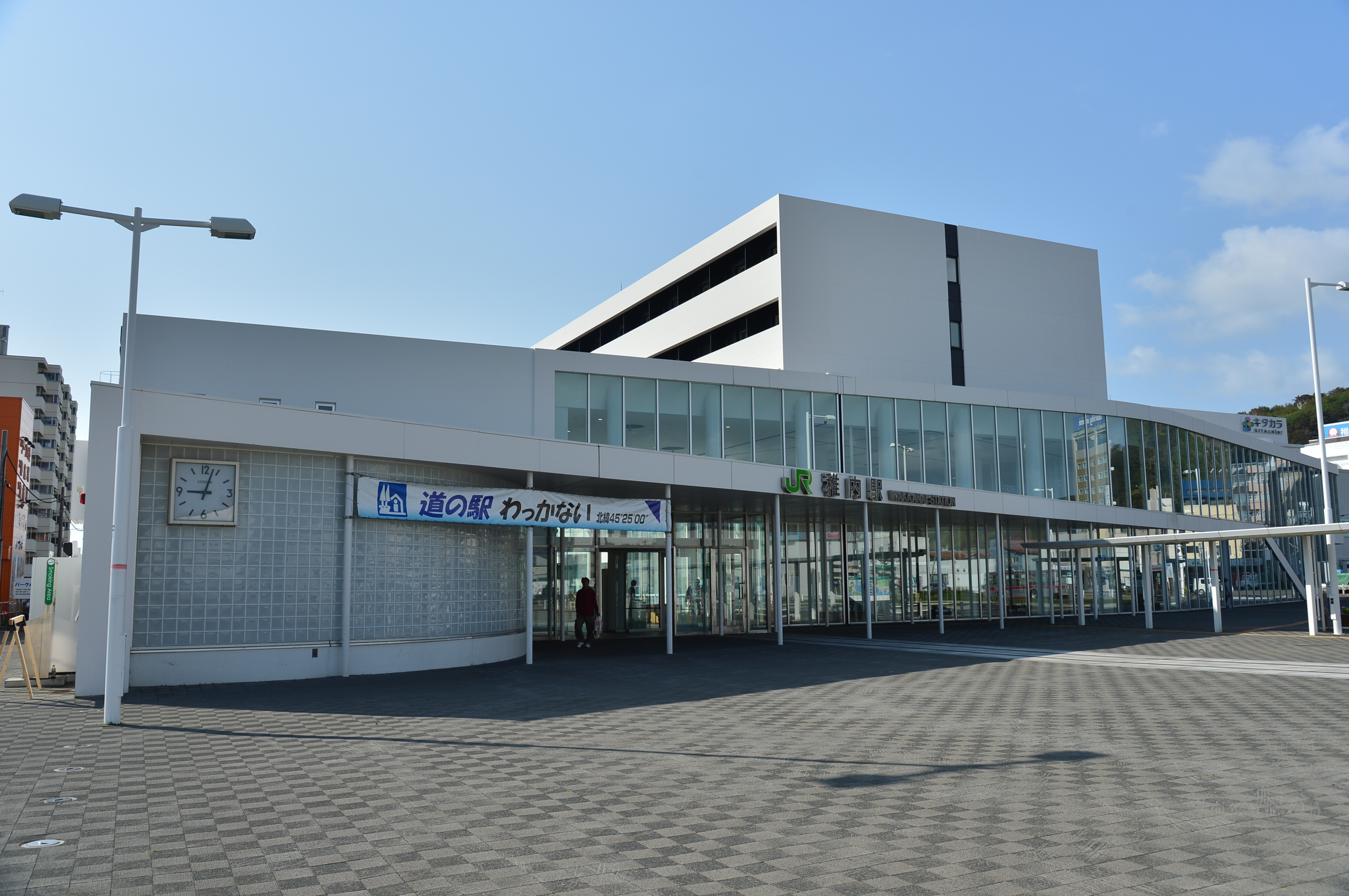
稚内駅（キタカラ (KITAcolor) ）（2016年10月）

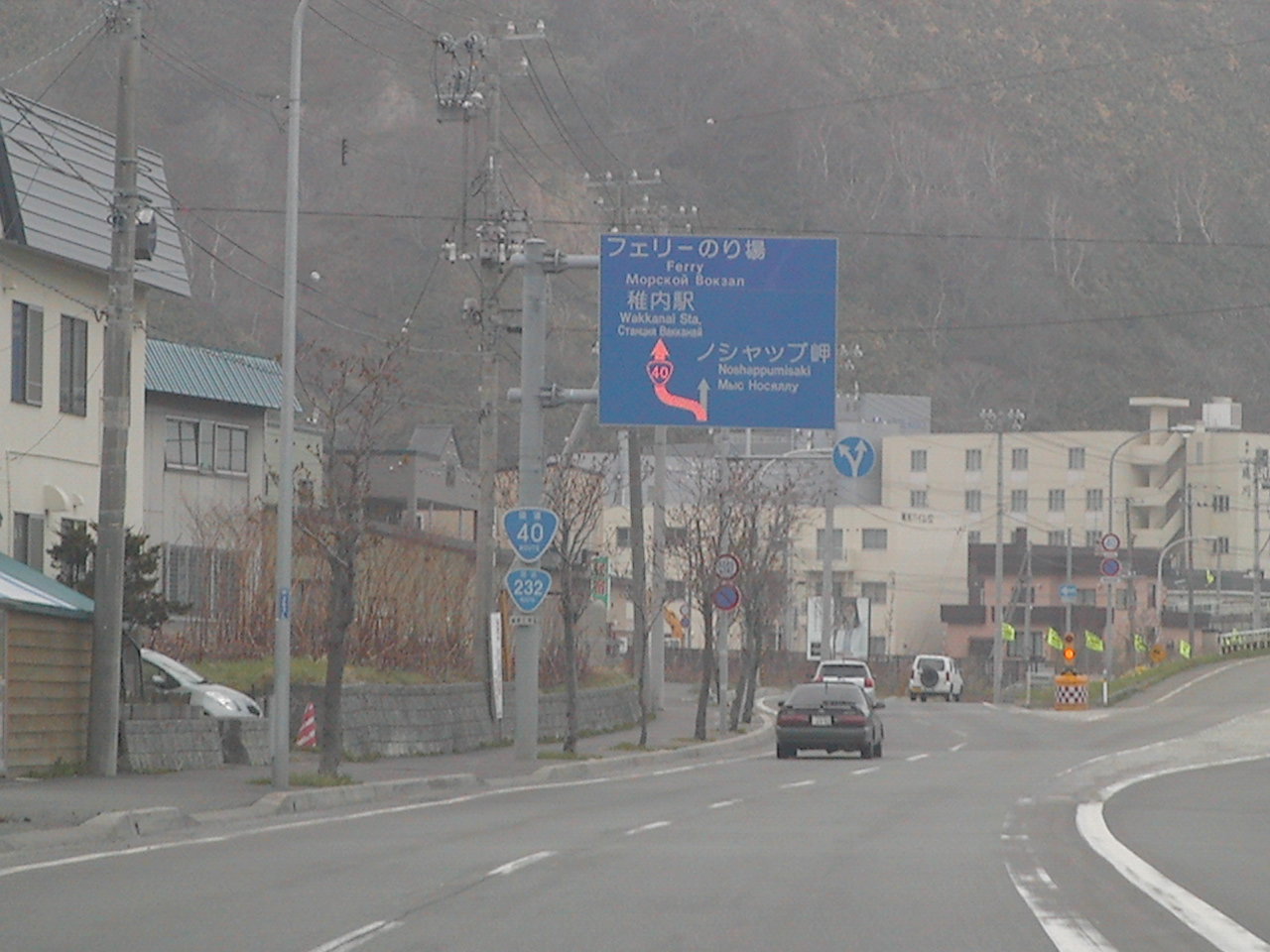
国道40号（国道232号との重複区間）（2008年4月）

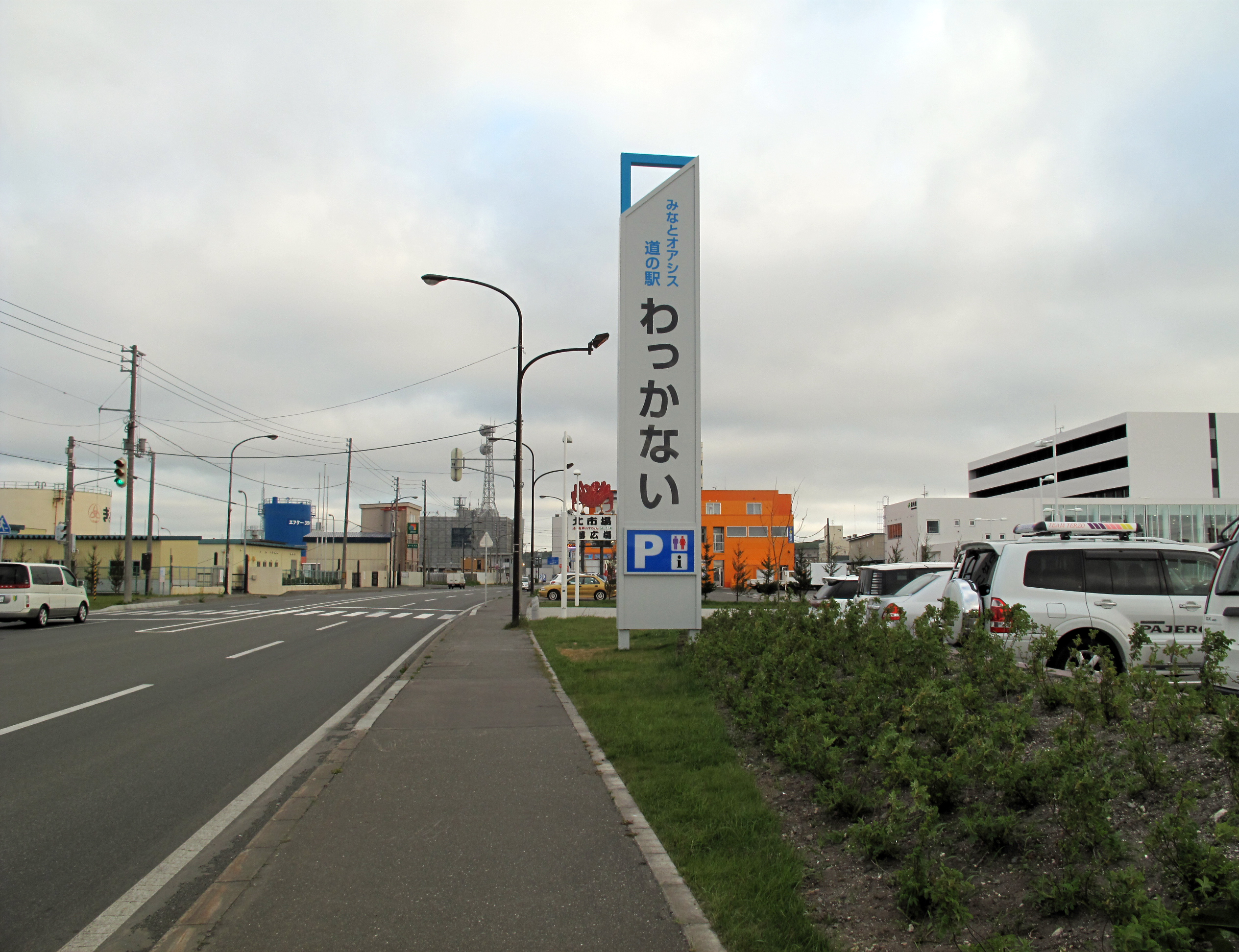
道の駅わっかない（キタカラ（KITAcolor））（2012年6月）

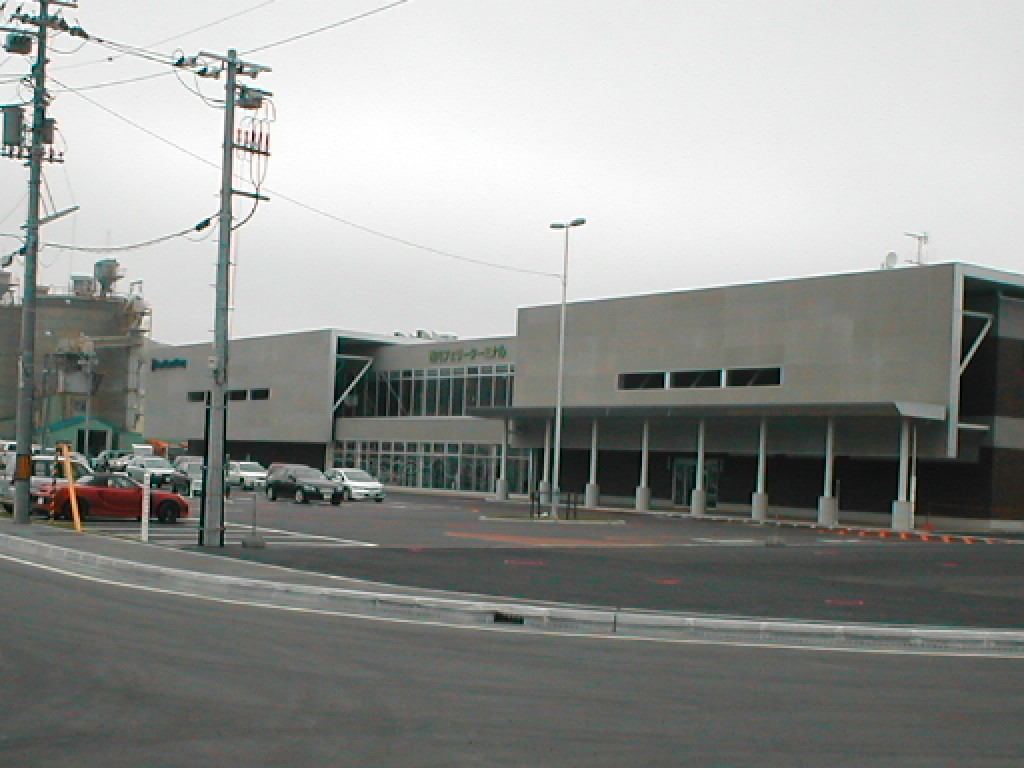
稚内フェリーターミナル（2008年5月）

### 空港
- 稚内空港
  - 全日本空輸（ANA）[60]
    - 東京国際空港
    - 新千歳空港

### 鉄道
- 北海道旅客鉄道（JR北海道）
  - 宗谷本線 : 勇知駅 - 南稚内駅 - 稚内駅
    - 勇知駅 - 南稚内駅間にあった抜海駅は、2025年3月15日のダイヤ改正時に廃止された[61]。

廃線となった路線
- 北海道旅客鉄道（JR北海道）
  - 天北線：曲淵駅 - 沼川駅 - 樺岡駅 - 恵北駅 - 東声問駅（臨時駅） - 声問駅 - 宇遠内駅 - 南稚内駅

### バス

#### 路線バス
- 宗谷バス
  - 稚内市内線
  - 天北宗谷岬線

#### 高速バス
- 宗谷バス・北都交通（共同運行）
  - 稚内 — 札幌

### タクシー
「天北地区、恵北・増幌地区」を対象とした乗合タクシー（予約制）を運行している（乗合タクシーの運行は宗谷バスが行っている）。
- 稚内日の丸交通（大丸交通グループ）
- 北都ハイヤー（北都交通グループ）

### 道路
市内を通る幹線道路は、シーニックバイウェイの「宗谷シーニックバイウェイ」になっている他、北海道道106号稚内天塩線には「日本海オロロンライン」の愛称がついている。

#### 国道
- 国道40号（国道232号との重用区間）
- 国道238号

#### 道道
- 北海道道106号稚内天塩線
- 北海道道121号稚内幌延線
- 北海道道138号豊富猿払線
- 北海道道254号抜海港線
- 北海道道407号稚内港線
- 北海道道510号抜海兜沼停車場線
- 北海道道616号上勇知兜沼停車場線
- 北海道道646号曲淵停車場線
- 北海道道811号勇知上勇知線
- 北海道道889号上猿払清浜線
- 北海道道1059号稚内空港線
- 北海道道1077号稚内猿払線
- 北海道道1119号稚内豊富線
- 北海道道1133号宗谷ふれあい公園線

#### 道の駅
- わっかない

### 港湾
- 稚内港
- 宗谷港

#### 航路
フェリー
- 国内航路（稚内フェリーターミナル）
  - ハートランドフェリー
    - 稚内 — 鴛泊
    - 稚内 — 香深
- 国際航路（稚内港国際旅客ターミナル）
  - 北海道サハリン航路
    - 稚内 — コルサコフ（休止中）

## 観光

### 文化財

#### 国登録
- 登録有形文化財
  - 旧瀬戸邸[63][64]

#### 道指定
- 史跡
  - 宗谷護国寺跡[65]

#### 市指定
- 史跡
  - オンコロマナイ2遺跡[65]
  - 富磯貝塚[65]
  - シュプントー遺跡[65]
  - 恵北1遺跡[65]
  - 抜海岩陰遺跡[65]
  - 弁天1・2号チャシ[65]
  - ピリカタイチャシ[65]
  - 大岬旧海軍望楼跡[65]
- 有形文化財
  - 釣鐘（1基）[65]
  - 木製懸額（1基）[65]
  - しょうご（1基）[65]
  - 古文書（5冊）[65]

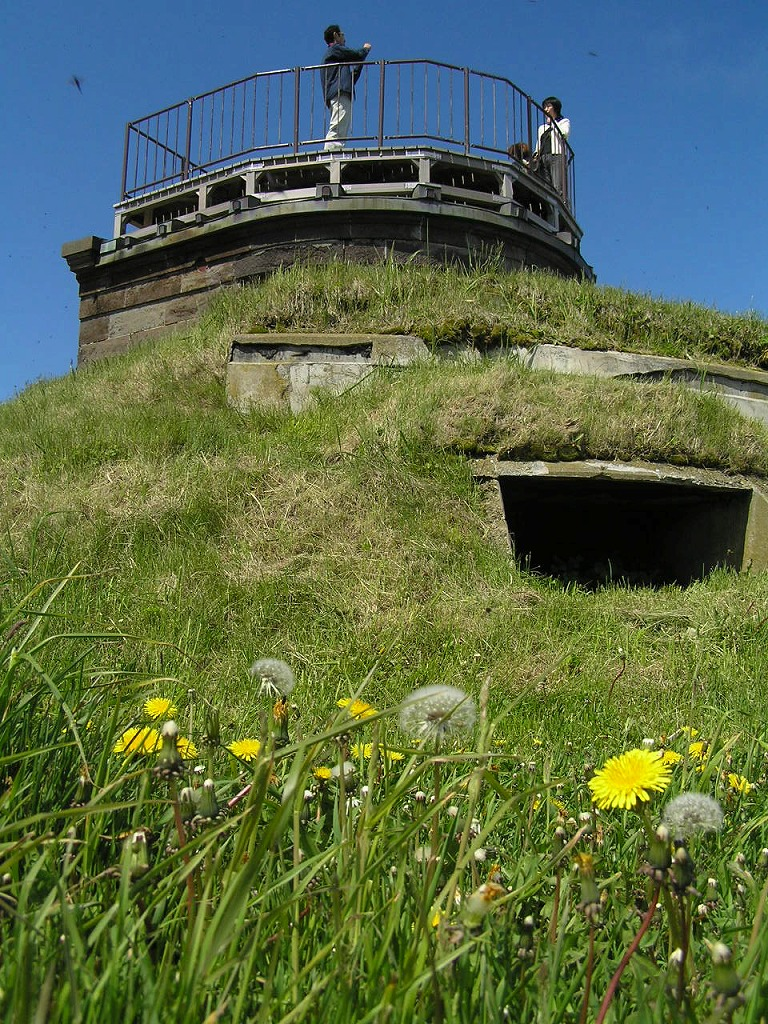
大岬旧海軍望楼跡（2006年6月）

### 名所・旧跡
神社
- 北門神社
- ウロンナイ稲荷神社
- 豊浜神社
- 坂ノ下神社（龍神沼）
- 巌島神社（宗谷厳島神社）[66]
- 明治神社
- 沼川神社
- 曲渕神社

寺院
- 泰平山松寿院護国寺（宗谷護国寺）[67][68][69]
- 高野山最北大師真言寺（北海道三十三観音霊場二十七番札所）[70]

### 観光スポット
- 浜勇知展望休憩施設（こうほねの家）
- 夕陽が丘パーキングエリア
- 稚内温泉「童夢」
- 恵山泊漁港公園
- 野寒布岬（ノシャップ岬）
- 稚内市立ノシャップ寒流水族館
- 稚内市青少年科学館
- 稚内公園
  - 氷雪の門
  - 九人の乙女の像
  - 南極観測樺太犬記念碑・樺太犬供養塔
  - 稚内市開基百年記念塔・北方記念館
- 稚内森林公園キャンプ場
- 北防波堤ドーム
- キタカラ（KITAcolor）
- 旧瀬戸邸
- 稚内副港市場
- 北海道立宗谷ふれあい公園
- 大沼
- 稚内市大沼野鳥観察館（大沼バードハウス）
- 稚内市動物ふれあいランド
- 宗谷岬
- 宗谷岬公園
  - 日本最北端の地の碑
  - 大岬旧海軍望楼跡
  - 祈りの塔
  - 宗谷丘陵展望休憩施設
- 宗谷丘陵

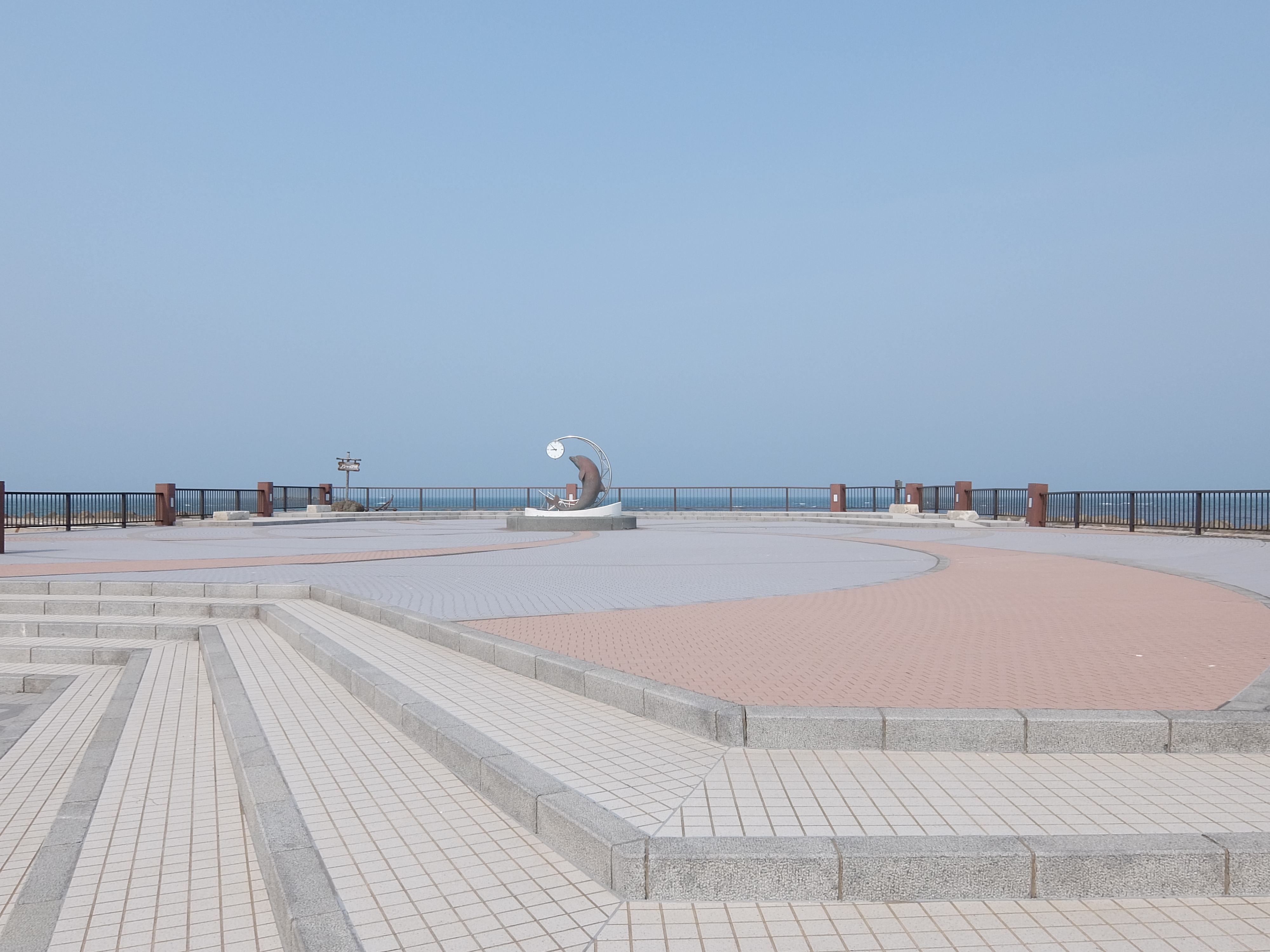
恵山泊漁港公園（2015年4月）
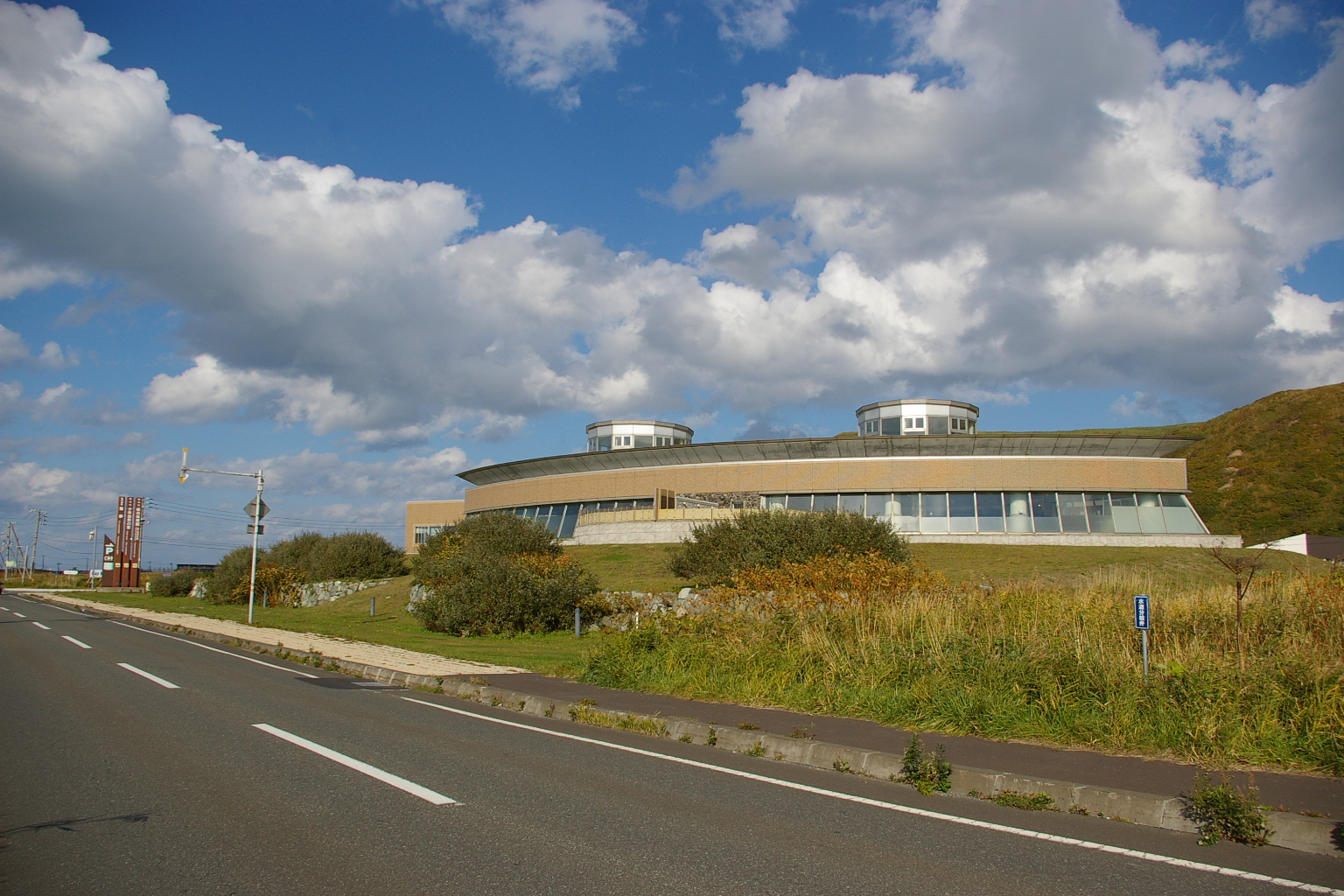
稚内温泉「童夢」（2006年10月）
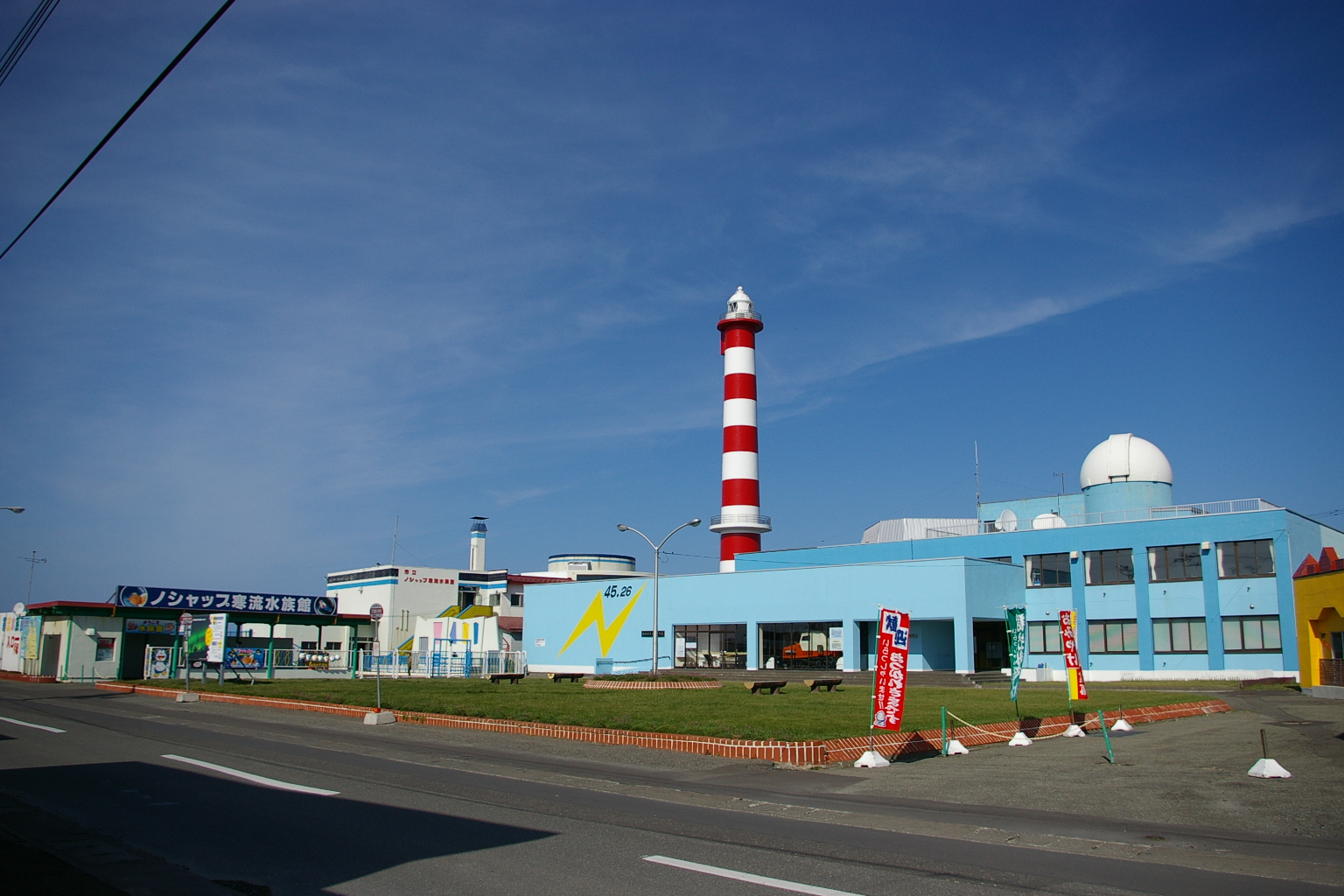
稚内市立ノシャップ寒流水族館と稚内市青少年科学館（2006年10月）
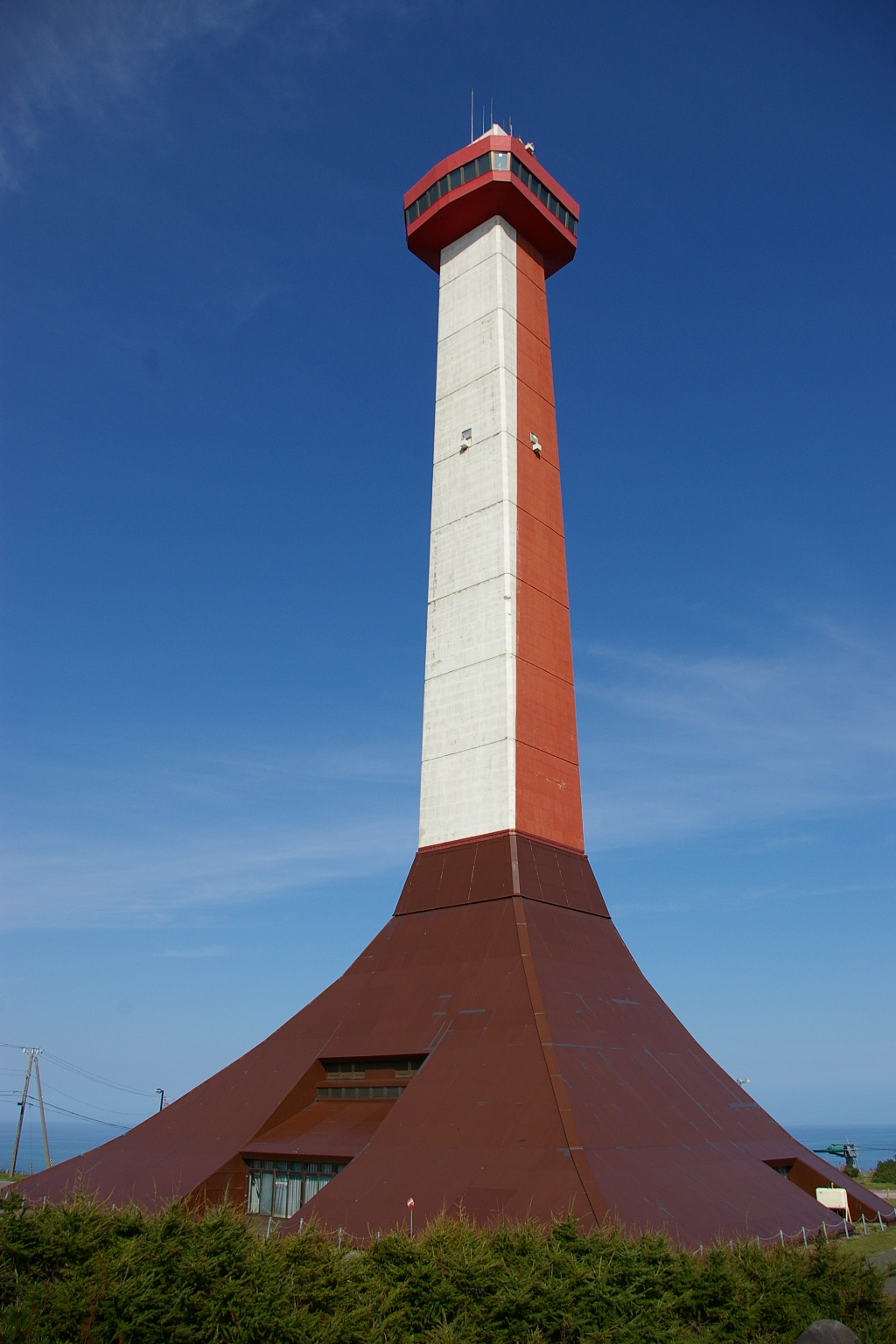
稚内市開基百年記念塔（2006年10月）
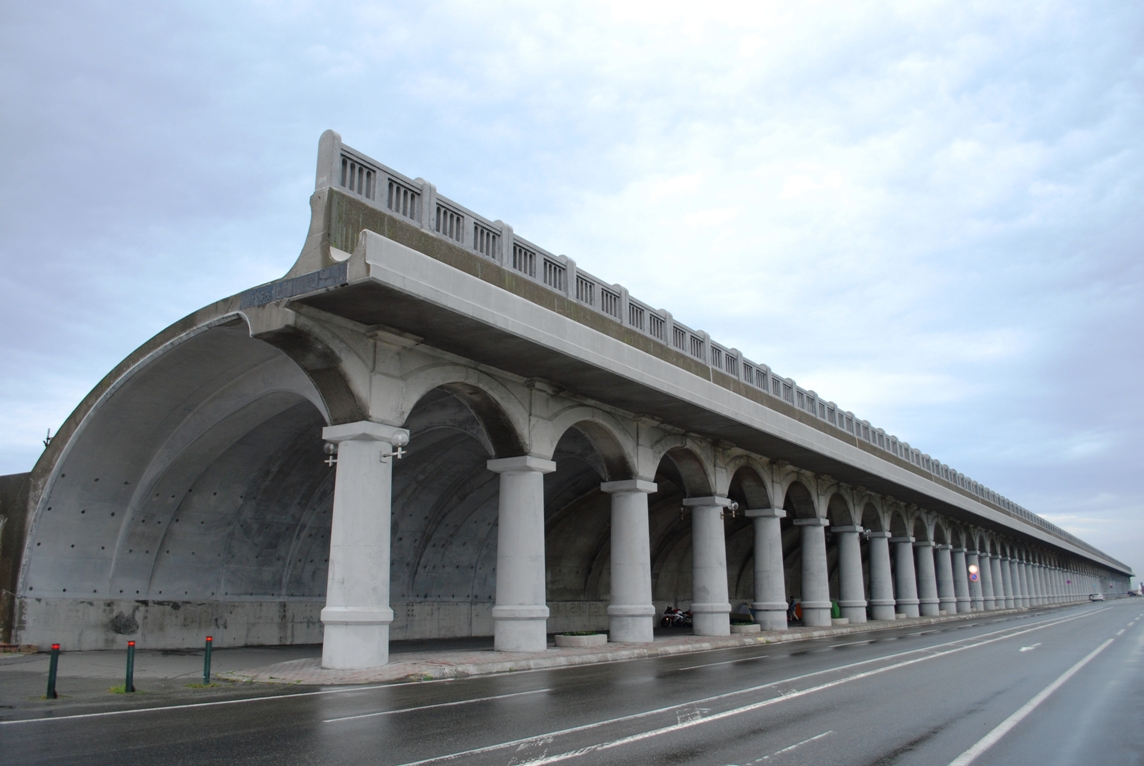
北防波堤ドーム（2008年8月）
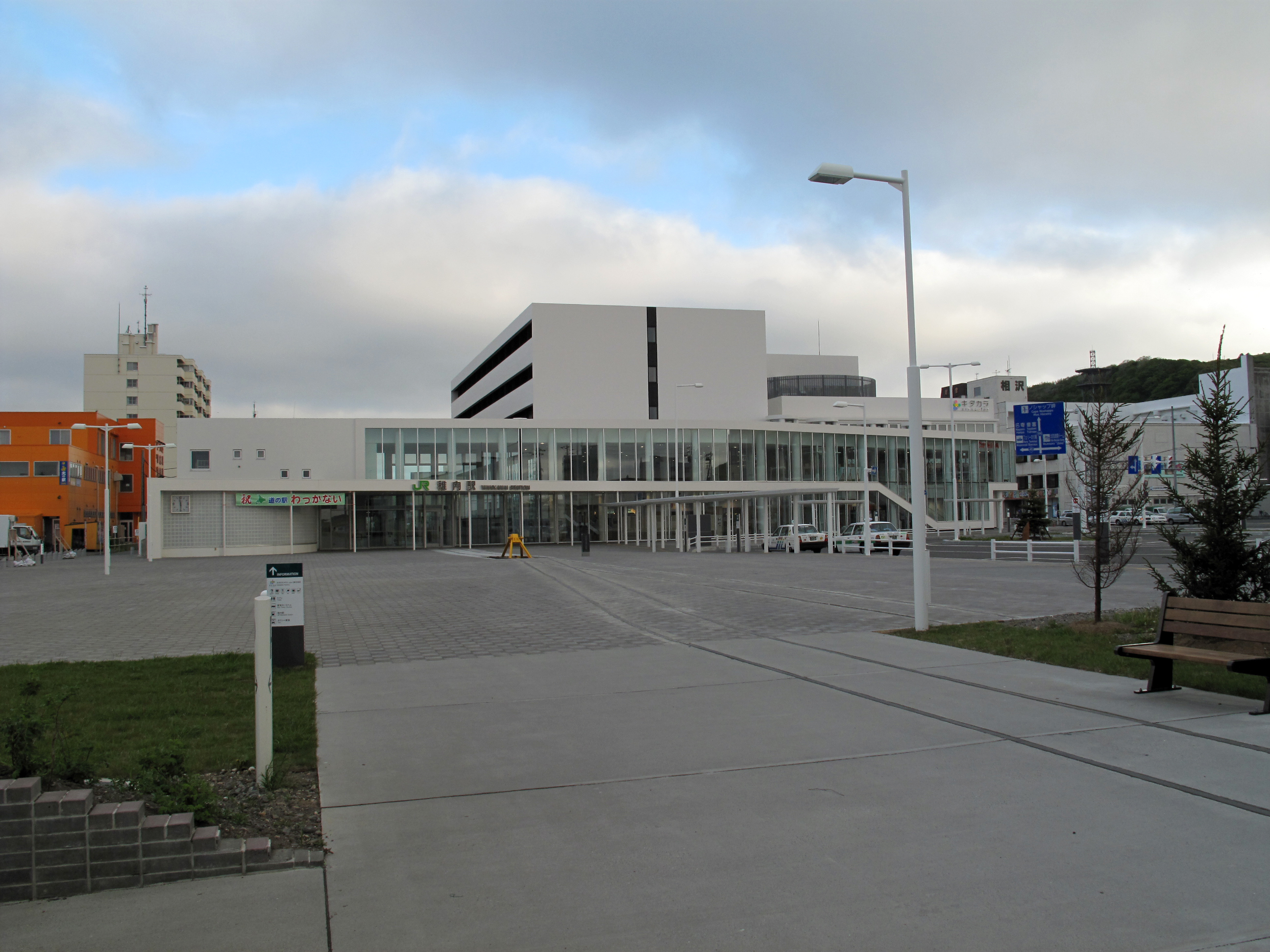
キタカラ (KITAcolor)（2012年6月）
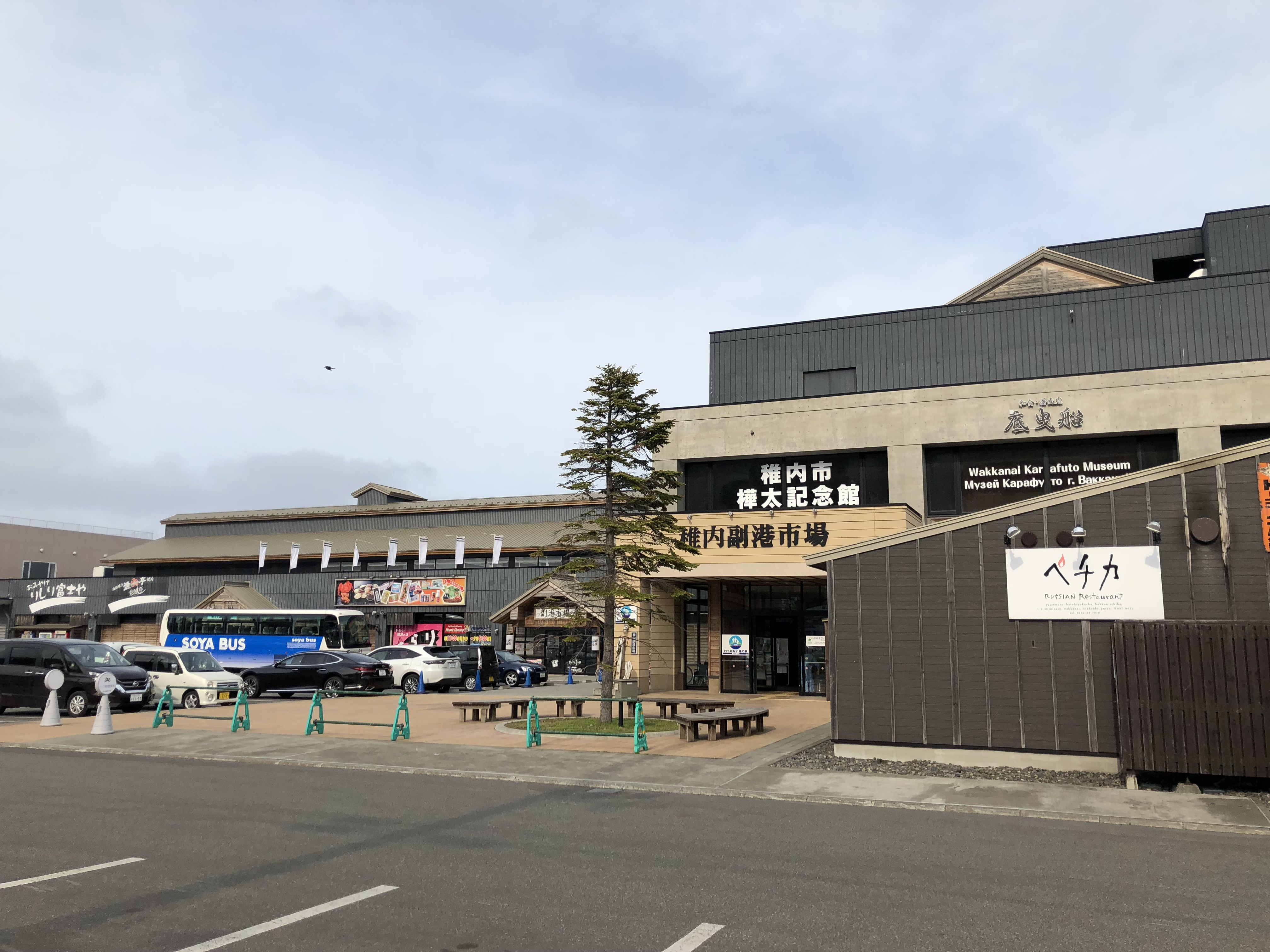
稚内副港市場（2018年6月）
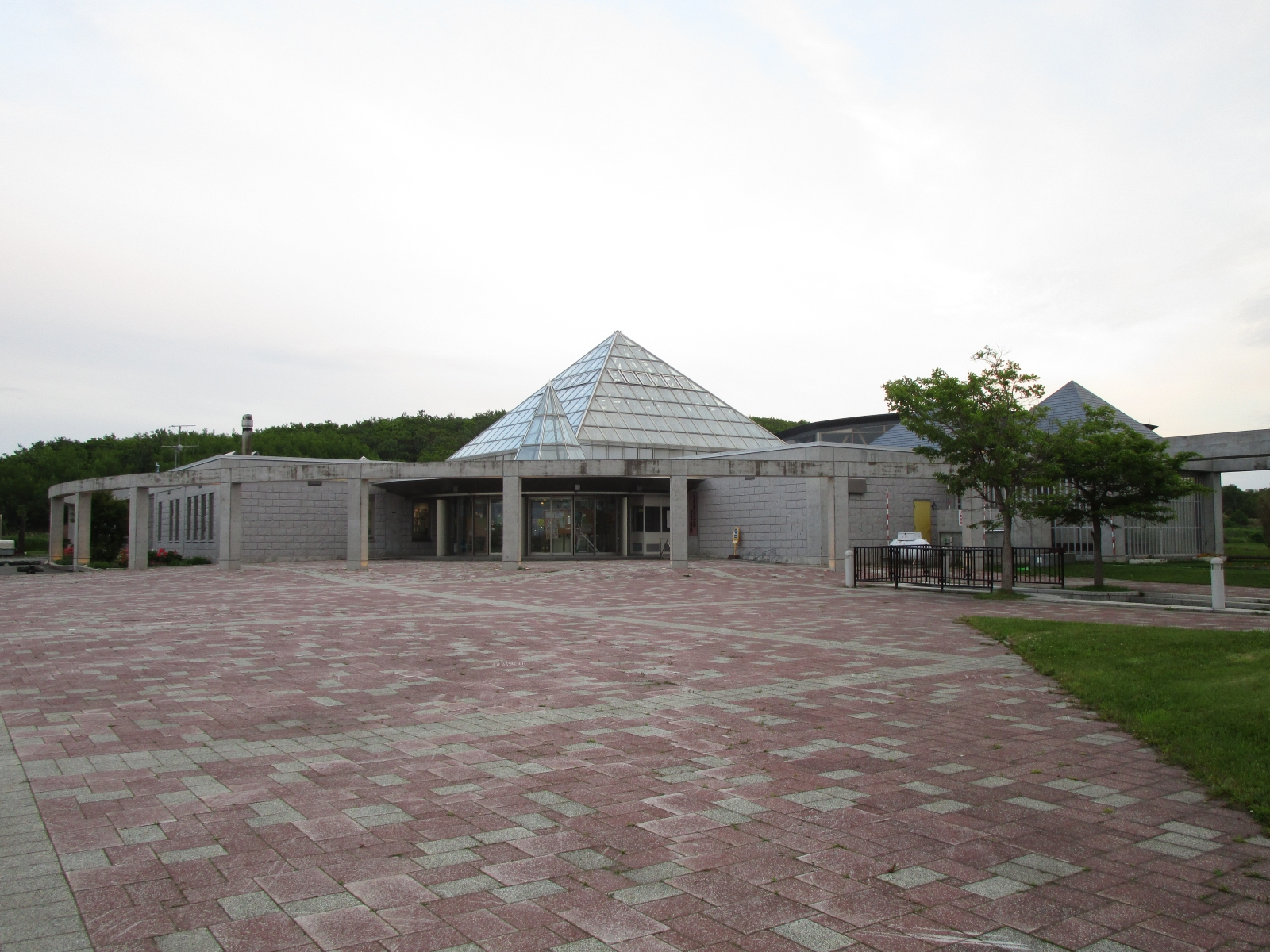
北海道立宗谷ふれあい公園ビジターセンター（2017年6月）
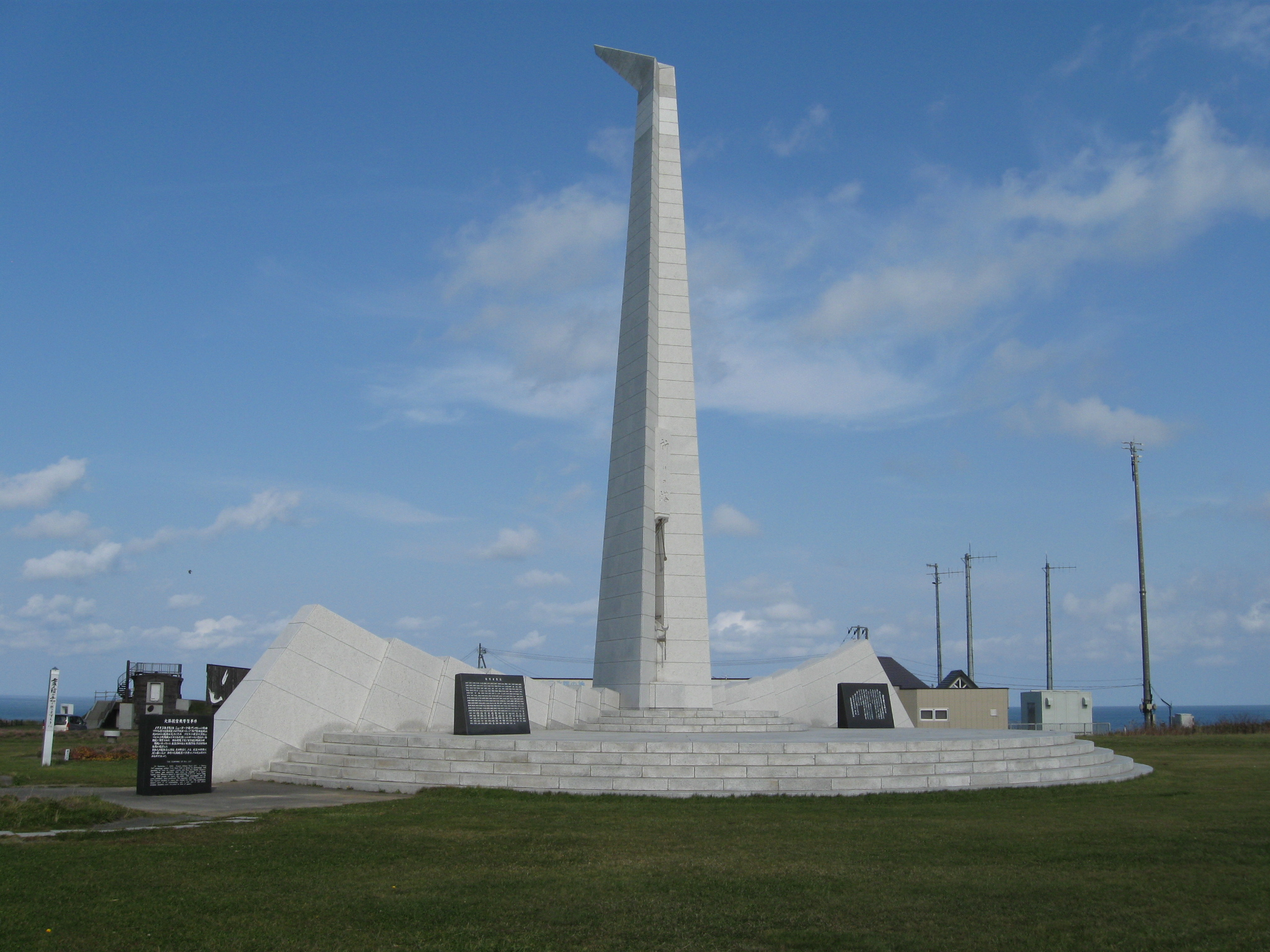
祈りの塔（2008年10月）

## 文化・名物

### 祭事・催事
- 初日の出 in てっぺん（元日）
- わっかない氷雪の広場（2月中旬）
- JAPAN CUP 全国犬ぞり稚内大会（2月最終土日）
- 日本最北端わっかない白夜祭（6月中旬）
- 北門神社例大祭（7月4日 - 6日）
- 稚内みなと南極まつり（8月第1土日）
- 最北端・食マルシェ（2019年より休止中）
- 稚内市子ども芸能祭・南中ソーラン祭（8月下旬）

### 名産･特産
稚内付近の海域には魚介類が多数生息している上、海藻類も豊富に生育しており、ホタテガイ、ウニ、ツブ貝、ナマコ、ミズダコ、オオナゴなどが獲れる。春から秋にかけてはハマボウフウやタケノコ（チシマザサ）などの山菜、馬鈴薯（ジャガイモ）やカボチャなどの野菜を収穫することができる。勇知いもは冷水害の影響や畑作から酪農への転換により販売中止に追い込まれたが、特産品復活のために有志が研究会を設立し、自然冷熱利用貯蔵庫を使用することで馬鈴薯の高糖度化を実現しており、北海道の「YES!clean」表示制度、特許庁の「地域団体商標」に登録されている。稚内から生まれた水産物、農畜産物、加工品などを「稚内ブランド」に認定しており、北海道内外に宣伝している。
稚内のラーメンはホタテラーメン、エビラーメン、カニラーメン、海藻ラーメンなどを店舗独自に開発している。宗谷丘陵では「宗谷黒牛」を放牧しており、日本国内最大級の公設牧場「宗谷岬肉牛牧場」で飼育している。「稚内牛乳」は低温殺菌によって牛乳本来の風味を残しているため賞味期限が短く、地元でしか味わうことができない。タコ（ミズダコ）の名産地であることから「たこしゃぶ」や肉の代わりにタコを使用した「タコカレー」がある。稚内では炒麺（チャーメン）を提供する飲食店が多く、店舗ごとに特色がある。

## 稚内市を舞台とした作品

### 書籍
- 宮沢賢治『宗谷挽歌』（1923年） - 宮沢賢治が樺太訪問の旅の途中、稚内を通過した際、書かれた挽歌である。
- 佐藤紅緑『紅顔美談』（1929年）
- 荘司としお『サイクル野郎』（1974年 - 1982年） - 輪太郎ら主人公3人の目的地として宗谷岬が登場する（第10巻)。
- 赤松健『ラブひな』（1998年 - 2001年） - 成瀬川なるが北へ逃避行した終着点として宗谷岬が登場する（第12巻）。
- 羽海野チカ『ハチミツとクローバー』（2000年 - 2006年） - 竹本の旅の終着点として宗谷岬が登場する（第7巻）。
- 栗山緑『おジャ魔女どれみ16』（2011年 - ） - 瀬川おんぷが、母親の静養と芸能記者から逃れるために居住していた街として登場する（第1巻）。

### テレビアニメ・ドラマ
- 『少女に何が起ったか』（1985年） - 主人公の野川雪（演：小泉今日子）が抜海村出身。第1話と第4話で抜海駅が登場する。
- テレビ朝日開局45周年記念ドラマ『流転の王妃・最後の皇弟』（2003年）
- 終戦60年企画ドキュメンタリードラマ『望郷』（2005年）
- 『霧の火 樺太・真岡郵便局に散った九人の乙女たち』（2008年）

### 映画
- 『喜びも悲しみも幾歳月』（1957年）
- 『少年』（1969年）
- 『樺太1945年夏 氷雪の門』（1974年）
- 『南極物語』（1983年）
- 『ハチミツとクローバー』（2004年） - 原作漫画のアニメ化。第一期の24話で宗谷岬が登場する。
- 『管制塔』（2011年）
- 『日本列島 いきものたちの物語』（2012年）
- 『北のカナリアたち』（2012年）
- 『北の桜守』（2018年）

### 音楽
- 木原たけし「宗谷海峡」
- 黒木真理、ダ・カーポ、ボニージャックス、千葉紘子、芹洋子「宗谷岬」
- 菊地正夫、西郷輝彦、大友和也「ふるさとは宗谷の果てに」
- 民謡「南中ソーラン」
- Galileo Galilei「稚内」
- 鳥羽一郎「稚内ブルース」

## 出身・関連著名人

### 名誉市民
受賞順
- 西岡斌（元稚内町長・稚内市長、元北海道議会議員）[80]
- 渋谷長吉（元稚内町議会議員・稚内市議会議員）[80]
- 瀬戸常蔵（元稚内市議会議員など）[80]
- 高橋善之助（元稚内市議会議員など）[80]
- 浜森辰雄（元稚内市長、元北海道議会議員）[80]
- 吉田政一（元北海道議会議員、元稚内市議会議員）[80]
- 井須孝誠（元稚内信用金庫理事長・会長・最高顧問、元稚内商工会議所会頭など）[80]
- 横田愼一（医師、病院経営者）

### 市民栄誉賞
受賞順
- 中井広恵（女流棋士）[81]
- 藤田征樹（自転車競技選手）[81]
- 表章（能楽研究者）[81]

### 出身人物
- 阿部芙蓉美（シンガーソングライター）
- 石川敬史（アメリカ政治史学者、政治思想学者）
- 伊藤直人（元スキージャンプ選手）
- 因藤壽（現代美術家）
- 大竹仁（元プロ野球選手）
- 大村巌（元プロ野球選手）
- 岡田敦（写真家）
- 柏木ベン（アイヌ、アイヌ文化伝承者）
- Galileo Galilei・BBHF（ロックバンド）
  - 尾崎雄貴（メンバー）
- 如月音流（実業家、タレント）
- 工藤広（稚内市長）
- 坂下たけとも（ギタリスト）
- 鈴木和宏（弁護士。元検察官・裁判官）
- 高橋英生（画家）
- 館淳一（官能小説家）
- 田中裕也（建築家）
- 中座真（棋士）
- 中井広恵（女流棋士）
- 中村有岐（声優、女優）
- 長谷川聡（Aoメンバー）
- 畠山みどり（演歌歌手）
- 浜森辰雄（元稚内市長、元北海道議会議員）
- 浜谷英博（憲法学者、安全保障学者）
- 東出融（ダンサー、振付師）
- 藤田征樹（自転車競技選手）
- 森みつえ（女優）
- 横田耕一（元稚内市長）
- 米本秀仁（社会福祉学者）
- 六土開正（安全地帯メンバー）
- 若狭与志枝（プロボクサー）
- 渡邊ゆかり（競輪選手。 元スピードスケート選手）

### ゆかりのある人物
- 飯田圭織（元モーニング娘。メンバー。父親の出身地）
- 木村謙二（教育者。元稚内北星短期大学学長）
- 福澤桃介（実業家。福沢牧場経営）
- 松坂大輔（プロ野球選手。父親が稚内市出身）
- 間宮林蔵（探検家）
- ダ・カーポ（歌手グループ）「宗谷岬」を歌唱したことにより稚内市名誉市民。

## 参考資料
- NTTタウンページ（編）「わっかない市民便利帳」（flash）、東日本電信電話、2017年7月19日閲覧。
- “総則編” (PDF). 稚内市地域防災計画.   稚内市. 2017年7月21日閲覧。
- “稚内市人口ビジョン” (PDF).   稚内市. 2017年7月21日閲覧。
- “稚内市過疎地域自立促進市町村計画” (PDF).   稚内市. 2017年7月23日閲覧。
- “平成28年 稚内市農林業の動向” (PDF).   稚内市. 2017年7月21日閲覧。
- “平成28年 稚内の水産” (PDF).   稚内市. 2017年7月21日閲覧。
- “稚内市観光振興ビジョン” (PDF).   稚内市. 2017年7月21日閲覧。